# Математика и изобразительное искусство

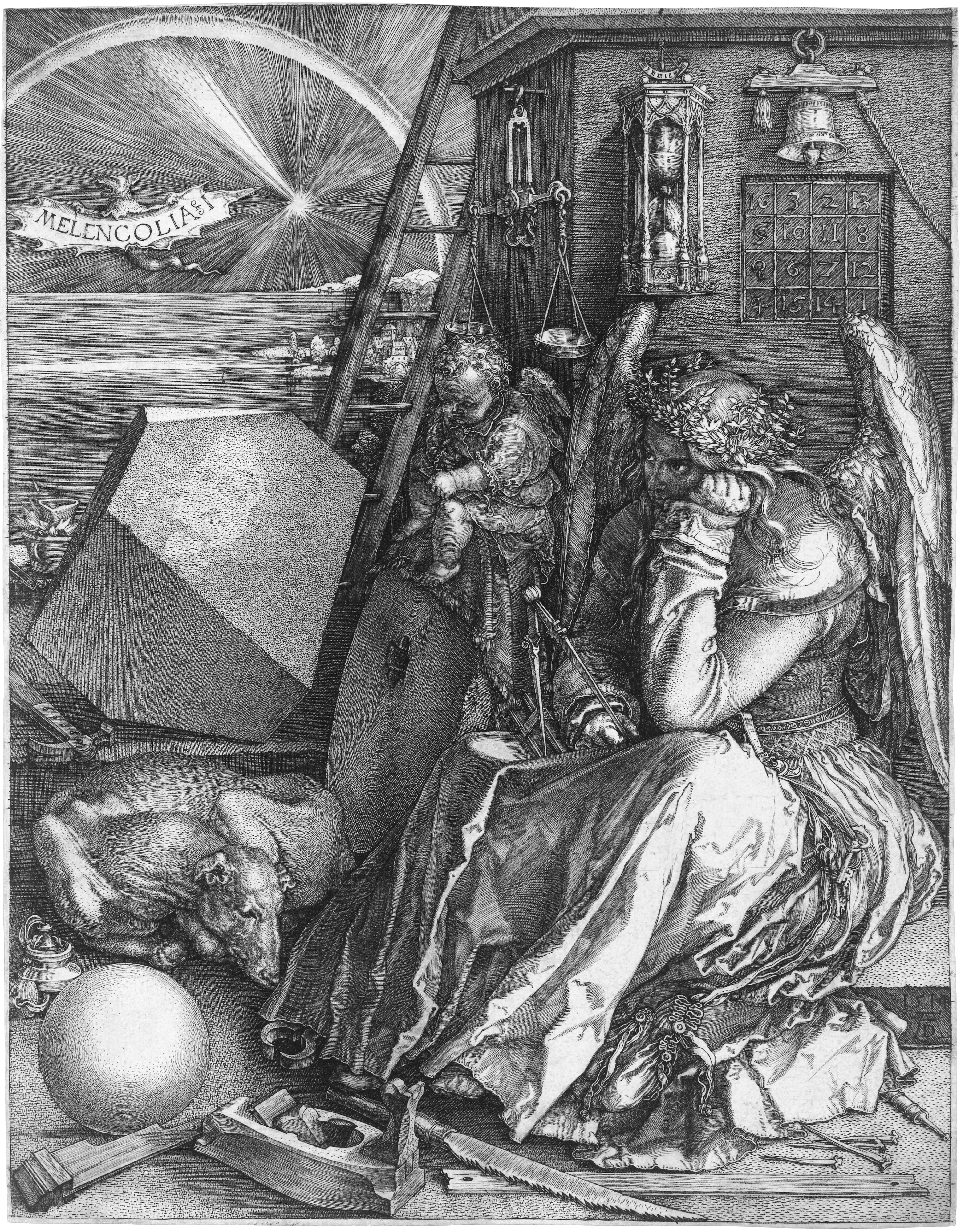
Математика в искусстве: А. Дюрер. «Меланхолия». 1514. Видны следующие отсылки к математике: циркуль, магический квадрат и усечённый ромбоэдр. Также мы можем наблюдать весы и песочные часы

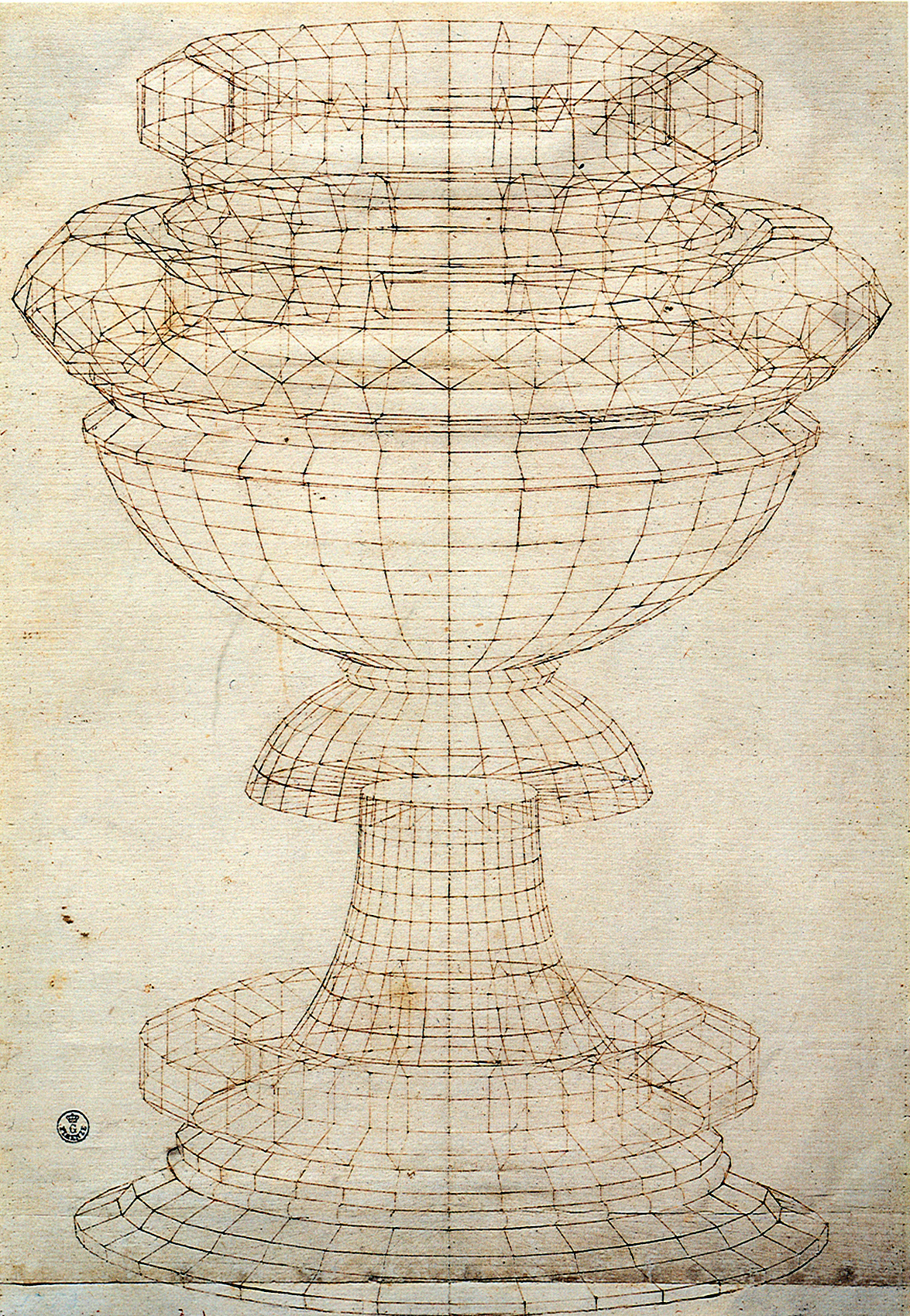
Этюд. Ваза как тело вращения. Паоло Уччелло, XV век

Математика и искусство связаны разнообразными отношениями. Математика сама по себе может считаться видом искусства, поскольку в ней обнаруживается своеобразная красота. Следы математического мышления проявляются в музыке, танце, живописи, архитектуре, скульптуре и искусстве ткачества. Данная статья посвящена связи математики с изобразительным искусством.
Математика и искусство имеют длительную историю взаимоотношений. Живописцы прибегали к математическим концептам с IV века до н. э. Древнегреческий скульптор Поликлет Старший, предположительно, создал сочинение «Канон» и скульптурный образец (сохранился в приблизительных репликах) идеальной фигуры атлета. Неоднократно высказывались предположения об использовании античными художниками и архитекторами золотого сечения, однако серьёзных подтверждений этому нет. Итальянский математик Лука Пачоли, важная фигура итальянского Возрождения, написал трактат «Божественная пропорция» (лат. De Divina Proportione), иллюстрированный ксилографиями по рисункам Леонардо да Винчи. Другой итальянский живописец Пьеро делла Франческа развил идеи Евклида о перспективе, написав трактат «О перспективе в живописи» (итал. De Prospectiva Pingendi). Гравёр Альбрехт Дюрер в своей знаменитой гравюре «Меланхолия» дал множество скрытых символических отсылок к геометрии и математике. График XX века М. К. Эшер, консультируемый математиком Гарольдом Коксетером, широко применял образы паркета и гиперболической геометрии. Художники движения «Де Стейл» во главе с Тео ван Дусбургом и Питом Мондрианом явным образом использовали геометрические мотивы. Математика оказала влияние на различные формы вязания, вышивки, ткачества и ковроделия. Для исламского искусства характерны симметрии, присутствующие в персидских и марокканских кладках, перфорированных каменных ширмах Великих Моголов, распространённых сотовых сводах.
Именно математика снабдила художников такими инструментами, как линейная перспектива, анализ симметрий и передала им всевозможные геометрические объекты, например, многогранники или ленту Мёбиуса. Преподавательская практика вдохновила Магнуса Веннинджера на создание разноцветных звёздчатых многогранников. В картинах Рене Магритта и гравюрах Эшера используются рекурсии и логические парадоксы. Компьютерным формам искусства доступна фрактальная графика, в частности, визуализация множества Мандельброта. В некоторых работах иллюстрируются клеточные автоматы. Художник Дэвид Хокни высказал горячо оспариваемую гипотезу о применении его коллегами камеры-люциды ещё со времён Возрождения — она помогала точно изобразить место действия. Архитектор Филип Стедмэн утверждает, что Ян Вермеер задействовал камеру-обскуру.
Связь между математикой и искусством выражается и в других отношениях. Например, предметы искусства подвергаются алгоритмическому анализу с помощью рентгенофлуоресцентной спектроскопии. Так, было установлено, что традиционный батик со всех уголков Явы имеет фрактальную размерность от 1 до 2. Наконец, искусство дало толчок некоторым математическим исследованиям. Филиппо Брунеллески сформулировал теорию перспективы, делая архитектурные чертежи, а позже Жерар Дезарг развил её, заложив основы проективной геометрии. Пифагорейская идея о Боге-геометре созвучна принципам сакральной геометрии, которая также нашла отражение в искусстве. Характерный пример — «Великий архитектор» Уильяма Блейка.

## Истоки: от Древней Греции до Возрождения

### Поликлетовы«Канон»и«симметрия»

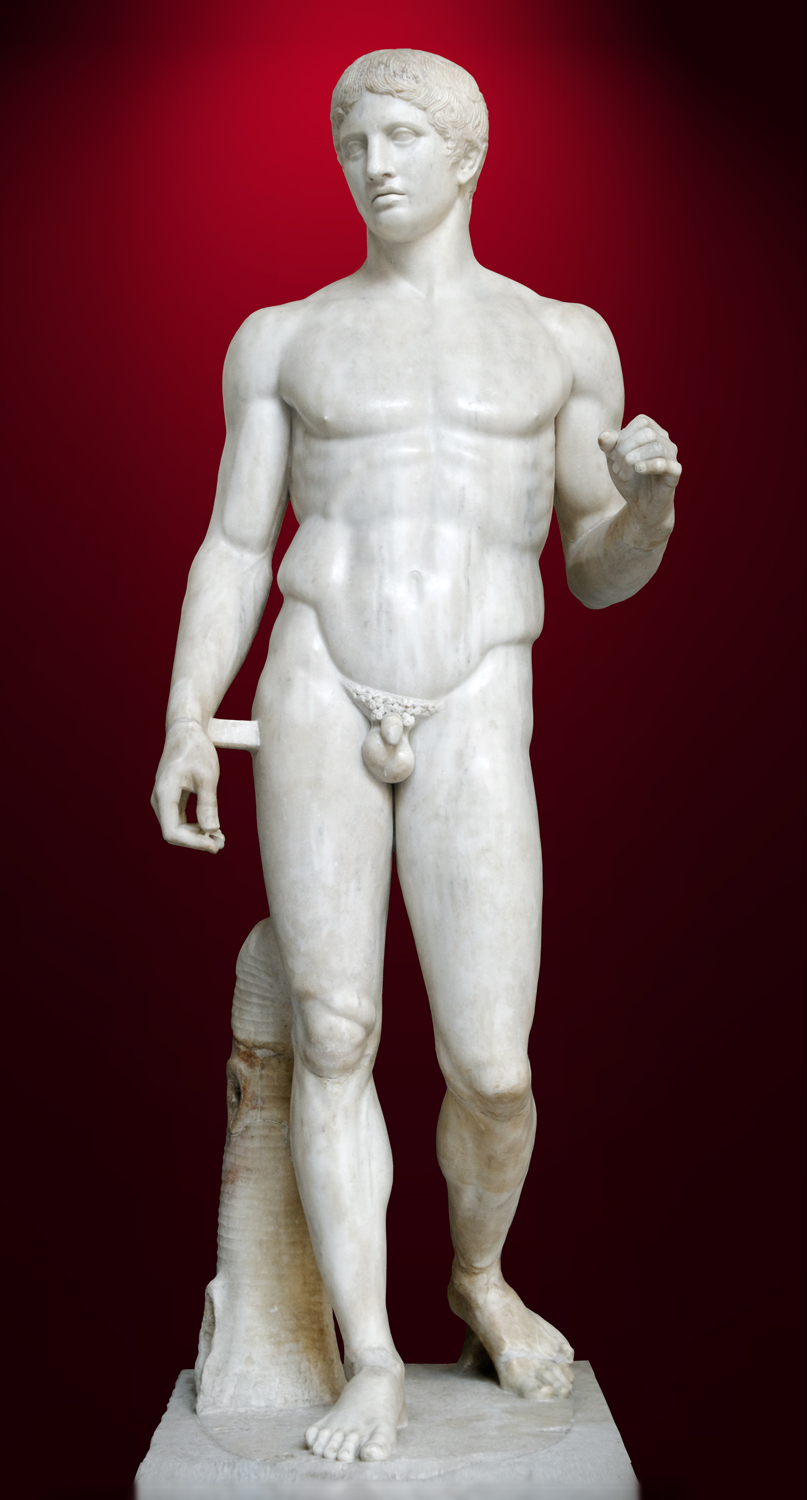
Римская мраморная реплика древнегреческой статуи «Дорифор» (Копьеносец). Оригинал выполнен Поликлетом в бронзе

В истории античного искусства известен термин «квадратные фигуры» (др.-греч. τετραγωνος). Древнеримский писатель Плиний Старший (23—79 гг. н. э.) называл «выглядящими квадратными» (лат.  signa quadrata) бронзовые статуи древнегреческого скульптора аргосской школы Поликлета Старшего (ок. 450—420 гг. до н. э.), в частности знаменитые «Дорифор» и «Диадумен». При этом он ссылался на энциклопедиста Марка Теренция Варрона (116—27 гг. до н. э.), предполагая, что слово «квадратный» может указывать не характер силуэта статуи, а способ пропорционирования, изложенный в теоретическом сочинении Поликлета «Канон».
Трактат, если он существовал, не сохранился, но считается, что в качестве иллюстрации скульптор создал того самого копьеносца, известного впоследствии под именем Дорифора. По замыслу автора «Канон» должен был установить стандарт идеальных анатомических пропорций в изображении мужской фигуры.
Древнегреческий философ Платон (ок. 427—347 гг. до н. э.) упоминал геометрический способ удвоения площади квадрата построением на его диагонали бо́льшего квадрата. Второй квадрат содержит четыре «половинки» первого, следовательно, его площадь вдвое больше. Это простейшее построение содержит в себе важную закономерность. Диагональ квадрата представляет собой иррациональную величину. Если мы примем сторону квадрата за 1, то его диагональ равна или 1,414… Таким образом, система мер, основанная на квадрате и его диагонали, несет в себе двойственность, полифонический принцип отношений простых целых и иррациональных чисел.
Статуи атлетов в изображении Поликлета действительно выглядят «квадратными» (в ином переводе «широких пропорций»). При анализе их пропорций оказывается, что модулем фигуры является сторона квадрата, диагональ которого, в свою очередь, служит стороной бо́льшего квадрата, и т. д. В результате все части статуи выстраиваются пропорционально в системе «парных мер»: рациональных и иррациональных отношений. Так, высота всей фигуры делится кратно на две, четыре и восемь частей (голова фигуры составляет 1/8 роста). Однако при пластическом движении (опоре атлета на одну ногу, вторая нога согнута в колене и отставлена назад) возникают иррациональные отношения. Если мы примем за единицу (сторона малого квадрата) верхнюю часть фигуры (независимо от её действительного размера) — голову и торс до гребня подвздошной кости (на которую ложатся косые мышцы) — за единицу, то нижняя часть фигуры (тазовый пояс и опорная нога) будут равняться 1,618 (сторона бо́льшего квадрата). Соответственно вся высота фигуры — 2,618. Эти отношения связаны закономерностью «золотого сечения», открытой ещё древними египтянами и являющейся универсальной.
Влияние «Канона» распространилось на скульптуру Древней Греции, Древнего Рима и эпохи Возрождения. Ни одна из работ Поликлета не дошла до наших дней, сохранившиеся мраморные реплики приблизительны и существенно различаются между собой. Утрачен и сам текст трактата, хотя цитаты и комментарии античных авторов сохранились. Некоторые исследователи утверждают, что Поликлет в свою очередь испытал влияние учения пифагорейцев. «Канон» оперирует основными концепциями древнегреческой геометрии: отношением, пропорцией и симметрией. Система «Канона» позволяет описать человеческую фигуру посредством непрерывных геометрических прогрессий.

### Перспектива и пропорция

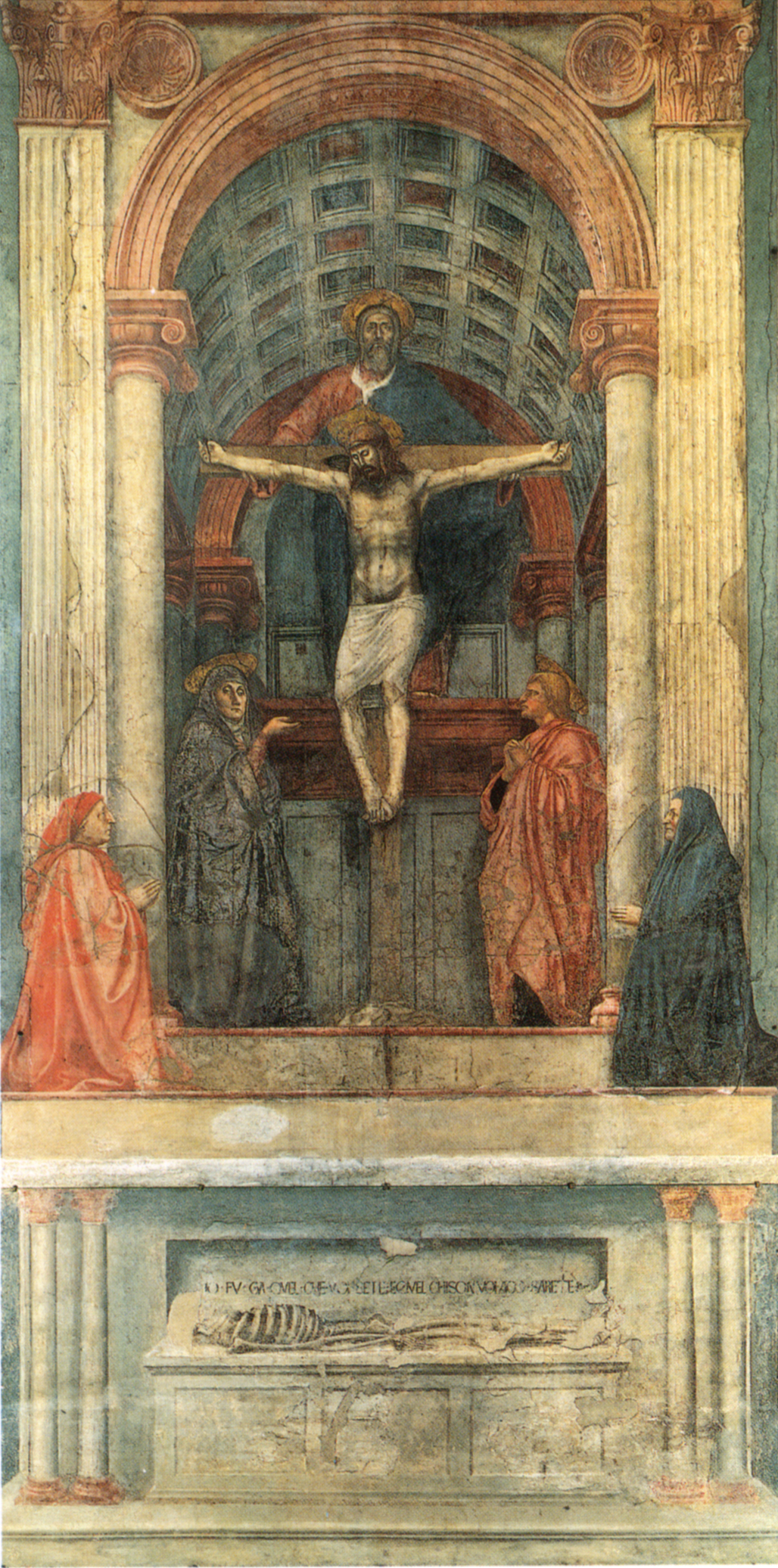
Теория перспективы Брунеллески: «Троица» Мазаччо, ок. 1426—1428

В античный период художники не прибегали к линейной перспективе. Размер объектов был обусловлен не их отдалённостью, но тематической важностью. Некоторые живописцы Средневековья использовали обратную перспективу для привлечения внимания к особо значимым фигурам. В 1021 году исламский математик Ибн аль-Хайсам сформулировал теорию оптики, однако к предметам искусства её не применял. Эпоха Возрождения связана с реставрацией древнегреческой и древнеримской культурных традиций. Возродилась и идеи о применении математики для изучения природы и искусства. Художники позднего Средневековья и Ренессанса интересовались математикой по двум причинам. Во-первых, живописцы желали знать, как верно изображать трёхмерные объекты на двумерной поверхности холста. Во-вторых, деятели искусств, как и некоторые философы, верили в математику как истинную суть физического мира; изобразительное искусство как часть этой Вселенной подчинено законам геометрии.
Зачатки перспективы наблюдаются у Джотто (1266—1337), который писал отдалённые объекты, алгебраически определяя положение линий в перспективе. В 1415 году архитектор Филиппо Брунеллески вместе с другом Леоном Баттистой Альберти представили во Флоренции геометрический метод создания перспективы. Применяя подобные треугольники Евклида, они высчитывали видимую высоту отдалённых объектов. Картины с перспективой самого Брунеллески утрачены, однако «Троица» Мазаччо позволяет увидеть принцип в действии. Итальянский живописец Паоло Уччелло (1397—1475) был пленён новой техникой. В «Битве при Сан-Романо» он разместил сломанные копья между линиями перспективы.

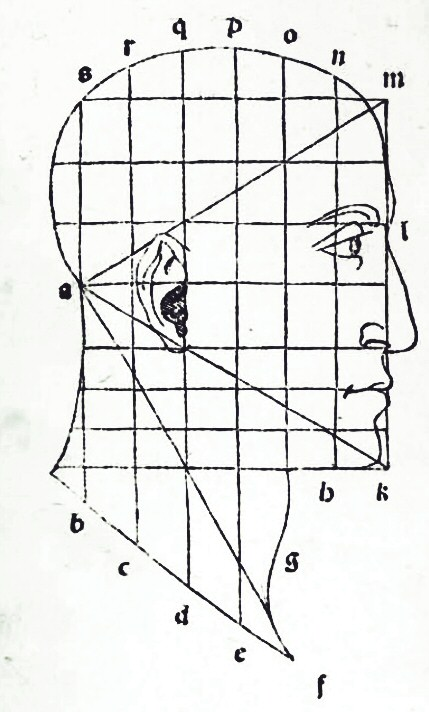
Гравюра из трактата Луки Пачоли «Божественная пропорция» (1509), изображающая равносторонний треугольник, вписанный в профиль лица человека

Творчество Пьеро делла Франческа (ок. 1415—1492) служит примером перехода итальянского Ренессанса к новой идеологии. Будучи крупным математиком и, в частности, геометром, он писал труды по стереометрии и теории перспективы. В их числе «О перспективе в живописи» (итал. De Prospectiva Pingendi), «Трактат о счётах» (итал. Trattato d'Abaco) и «О правильных многогранниках» (итал. De corporibus regularibus). Историк Джорджо Вазари в «Жизнеописаниях» называет Пьеро «величайшим геометром своего времени, а, может, и всех времён». Интерес Пьеро к перспективе виден в его работах «Полиптих святого Антония», «Алтарь святого Августина» и «Бичевание Иисуса Христа». Его геометрические изыскания повлияли на следующие поколения математиков и художников, среди которых были Лука Пачоли и Леонардо да Винчи. Известно, что Пьеро изучал работы древних математиков, в том числе Архимеда. Пьеро обучался коммерческой арифметике в «школе абака»; его трактаты оформлены в том же стиле, что и учебники «школы». Возможно, Пьеро был знаком с «Книгой Абака» (1202) Фибоначчи. Линейная перспектива постепенно проникала в мир искусства. В трактате «О живописи» (итал. De pictura, 1435) Альберти писал: «лучи света идут от точек на картине к глазу вдоль прямой линии, формируя пирамиду, где глаз есть вершина». Картина, написанная по принципу линейной перспективы есть разрез этой пирамиды.
В труде «О перспективе в живописи» Пьеро преобразует свои эмпирические наблюдения о перспективе в математические выражения и доказательства. Следуя Евклиду, он определяет точку как «мельчайший уловимый глазу объект» (итал. una cosa tanto picholina quanto e possible ad ochio comprendere).Пьеро подводит читателя к представлению трёхмерных тел на двумерной поверхности с помощью дедуктивных умозаключений.
Современный художник Дэвид Хокни утверждает, что с 1420-х годов его коллеги применяли камеру-люциду, что привело к резкому повышению точности и реалистичности картин. Он считает, что этим приспособлением пользовались и Энгр, и ван Эйк, и Караваджо. Мнение экспертов по этому вопросу расходится. Архитектор Филип Стедмэн озвучил ещё одну спорную гипотезу об использовании Вермеером камеры-обскуры.
В 1509 году Лука (ок. 1447—1517) опубликовал трактат «О божественной пропорции», посвящённый математическому и художественному аспектам пропорции, в том числе и человеческого лица. Леонардо да Винчи (1452—1519), учившийся у Пачоли в 1490-х годах, иллюстрировал его текст ксилографиями правильных многогранников. Каркасные изображения многогранников, сделанные да Винчи, — первые дошедшие до нас иллюстрации такого характера. Одним из первых он изобразил многогранники (в их числе ромбокубооктаэдр), построенные на гранях других фигур — так Леонардо демонстрировал перспективу. Сам трактат посвящён описанию перспективы в работах Пьеро делла Франческа, Мелоццо да Форли и Марко Пальмеццано. Да Винчи изучил «Сумму» Пачоли, скопировав оттуда таблицы с пропорциями. И «Джоконда», и «Тайная вечеря» выстроены по принципу линейной перспективы с исчезающей точкой, которая придаёт картине видимую глубину. «Тайная вечеря» использует пропорции 12:6:4:3 — они же присутствуют в «Афинской школе» Рафаэля. Изображённый на ней Пифагор держит таблицу идеальных пропорций, которым пифагорейцы придавали сакральный смысл. Витрувианский человек Леонардо отражает идеи римского архитектора Витрувия; две наложенные мужские фигуры вписаны и в круг, и в квадрат.
Уже в XV веке живописцы, интересовавшиеся визуальными искажениями, применяли криволинейную перспективу. На «Портрете четы Арнольфини» (1343) Яна ван Эйка есть выпуклое зеркало, отражающее фигуры героев. «Автопортрет в выпуклом зеркале» (ок. 1523—1524) Пармиджанино изображает практически неискажённое лицо художника и сильно изогнутые задний план и руку, расположенную на краю.
Трёхмерные объекты можно вполне убедительно изобразить, не прибегая к перспективе. Наклонные проекции, в том числе кавалерская перспектива (использовалась французскими баталистами в XVIII веке для написания фортификаций), непрерывно и повсеместно наблюдается у китайских художников с I—II по XVIII века. К китайцам эта традиция пришла из Индии, туда же — из Древнего Рима. Наклонная проекция наблюдается в японском искусстве, например, на картинах Тории Киёнаги в стиле укиё-э.

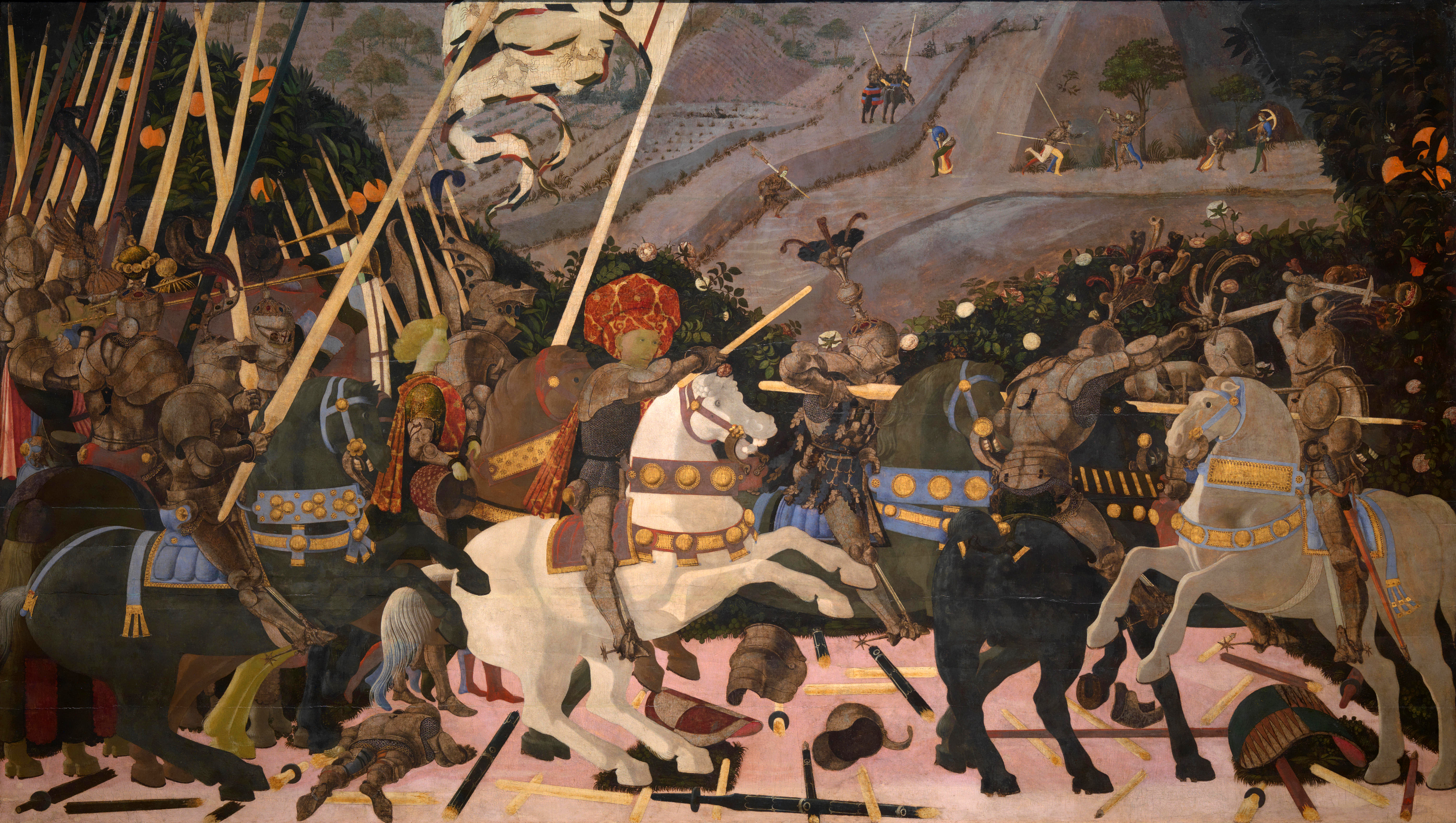
Паоло Уччелло новаторски использовал перспективу в своей «Битве при Сан-Романо» (ок. 1435–1460)
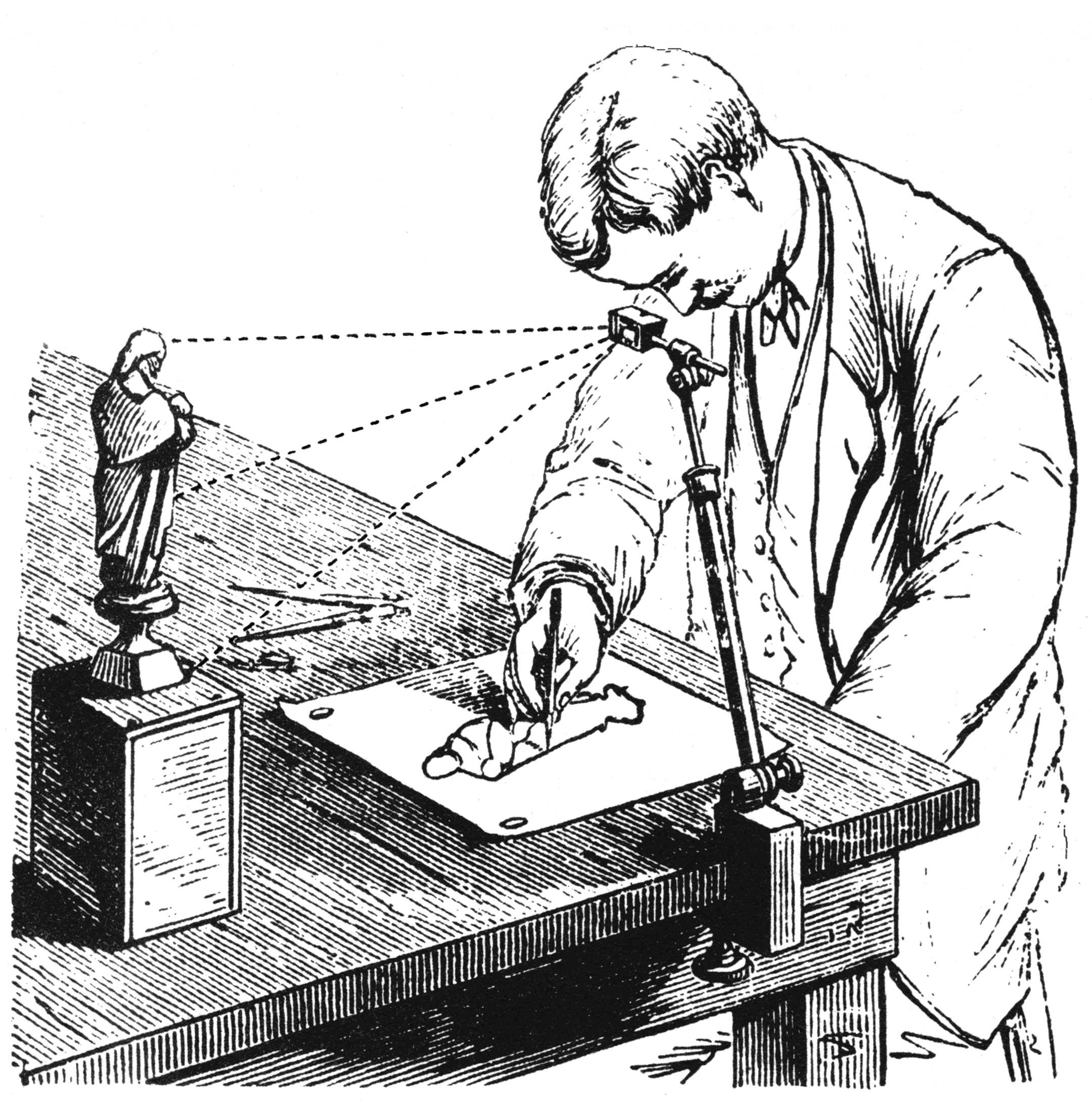
Камера-люцида в действии. Журнал Scientific American, 1879 год
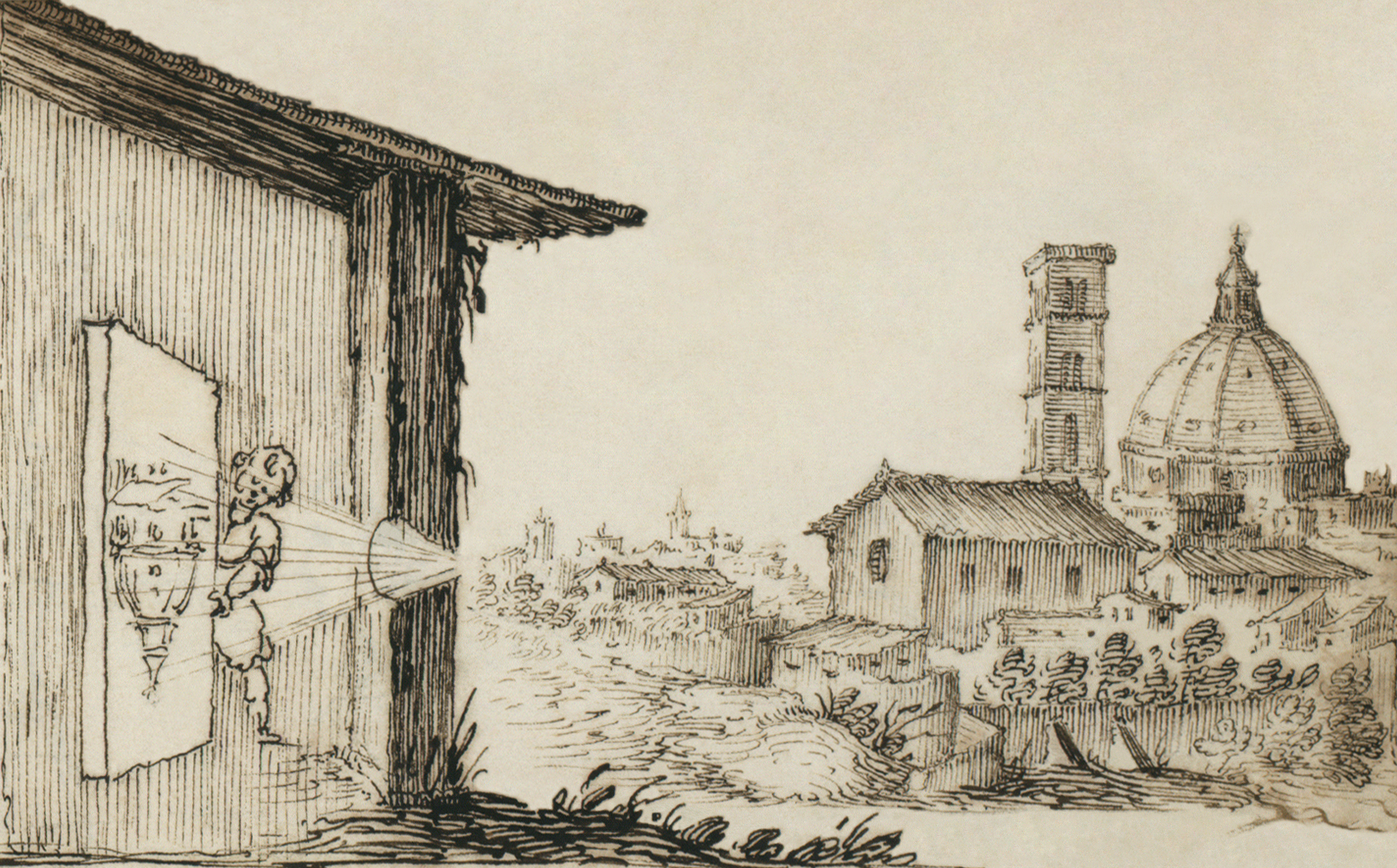
Художник и камера-обскура. XVII век
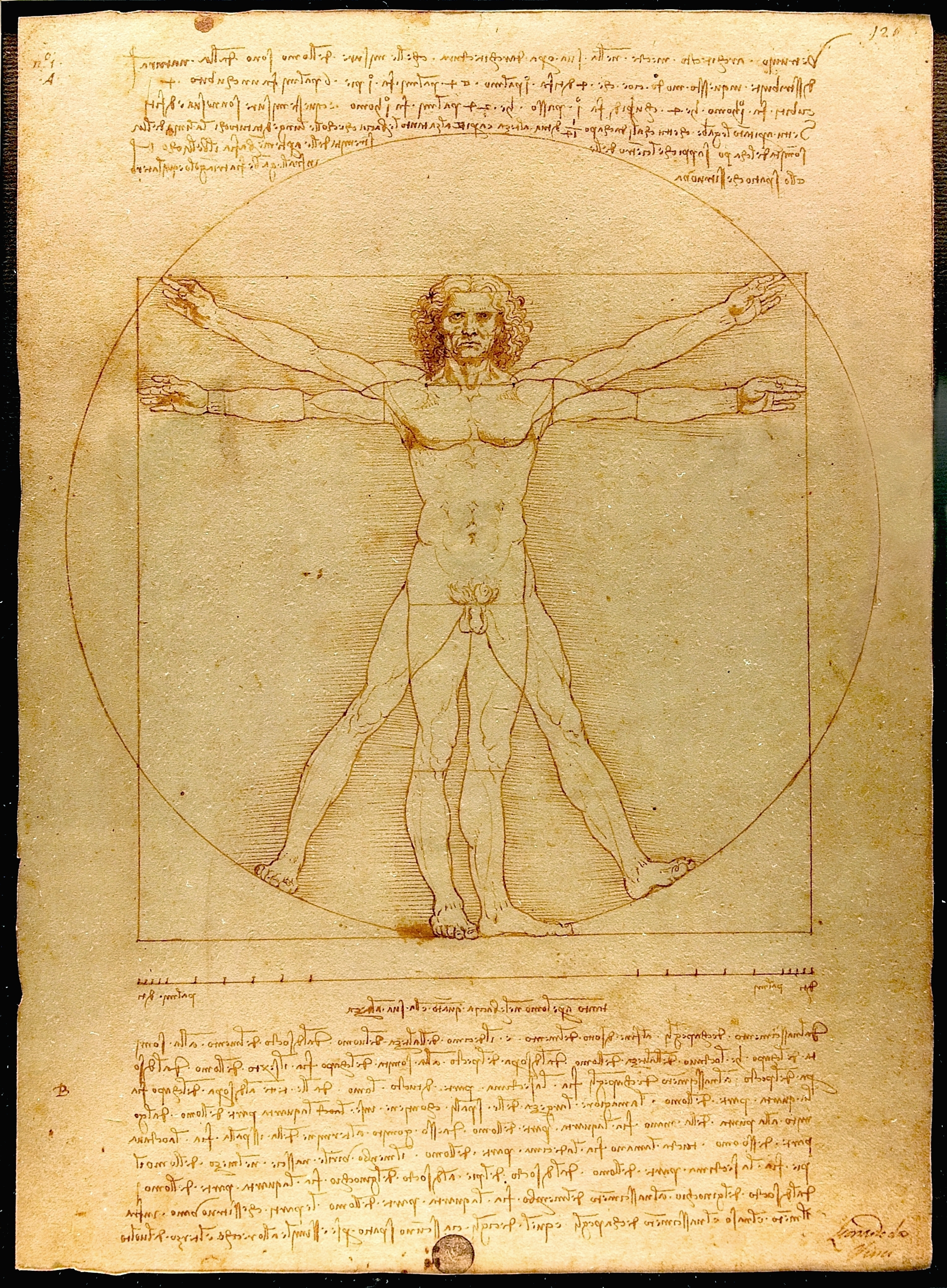
Пропорции: Витрувианский человек Леонардо, ок. 1490
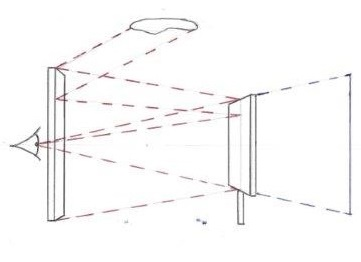
Эксперимент Брунеллески с линейной перспективой
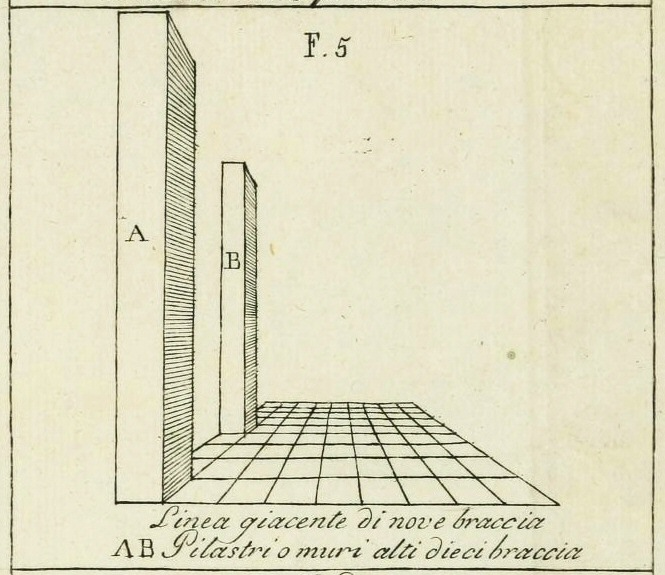
Схема из трактата Альберти «О живописи» (1435). Перспектива параллелепипедов на сетке
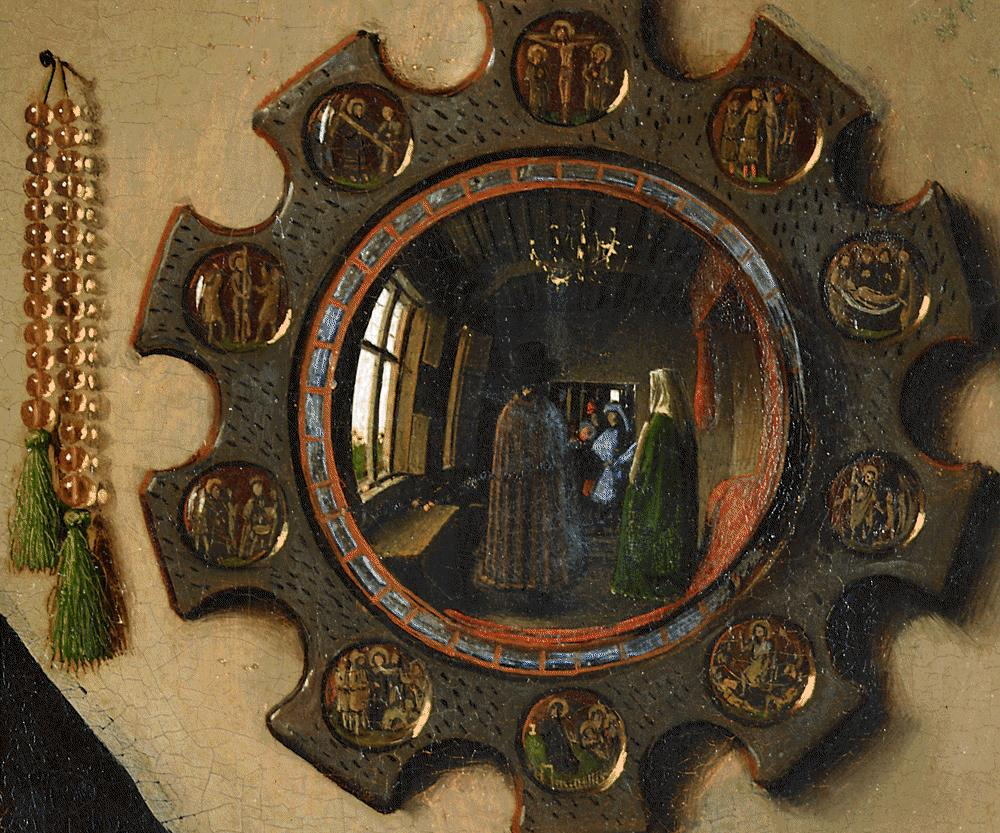
Криволинейная перспектива: выпуклое зеркало на «Портрете четы Арнольфини» (1434) ван Эйка
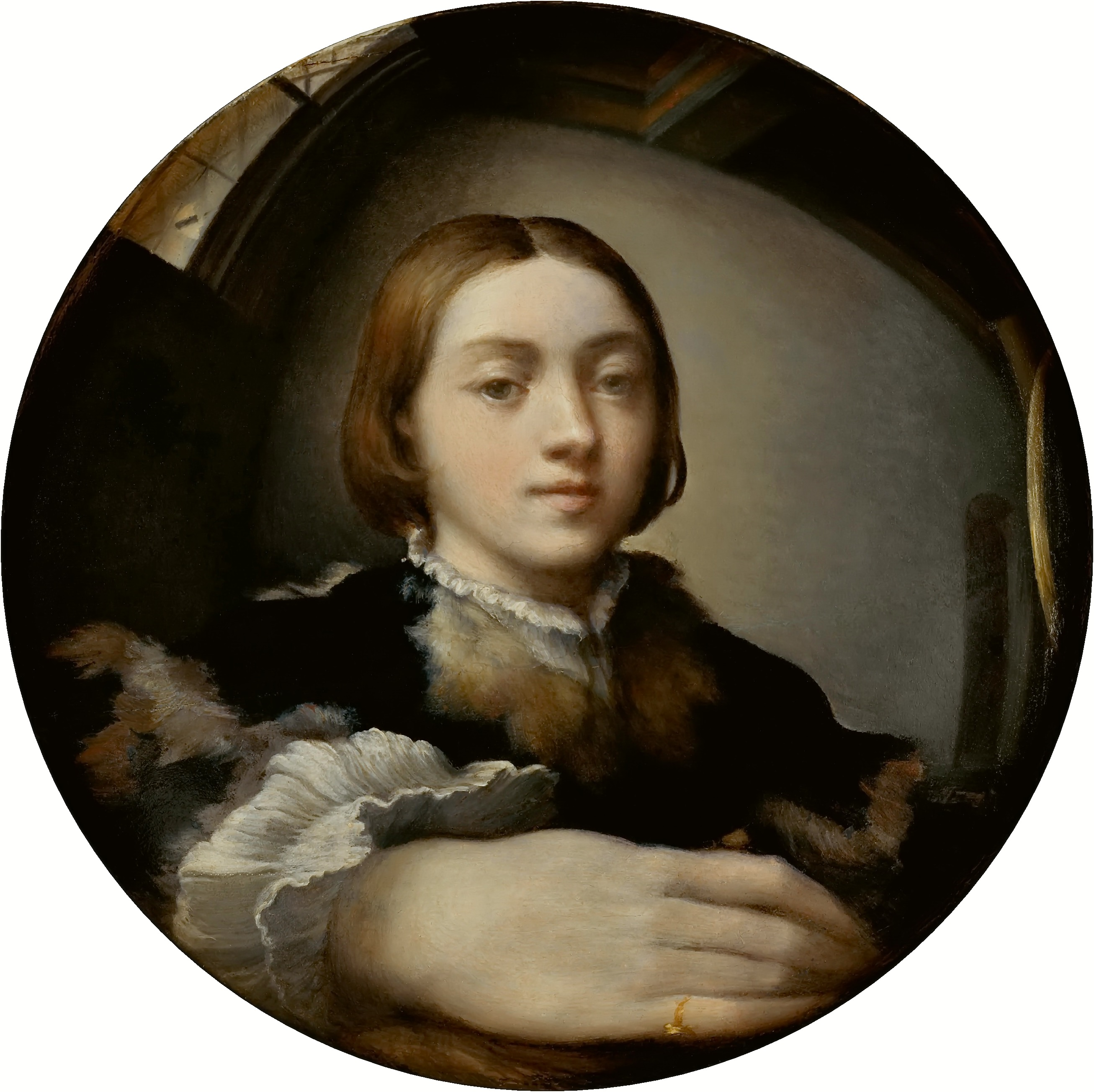
«Автопортрет в выпуклом зеркале». Пармиджанино, ок. 1523–1524
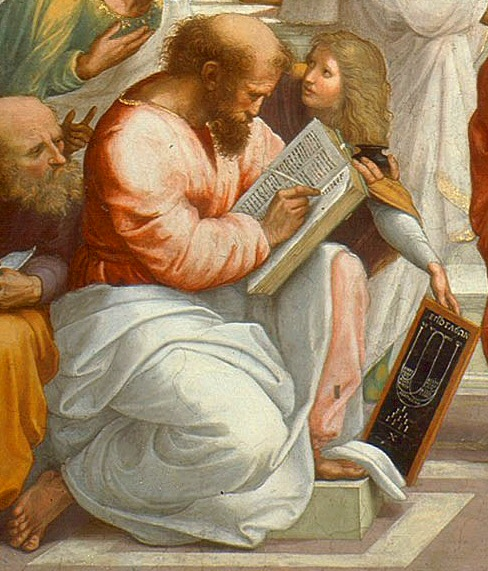
Пифагор с таблицей пропорций на «Афинской школе» Рафаэля. 1509 год
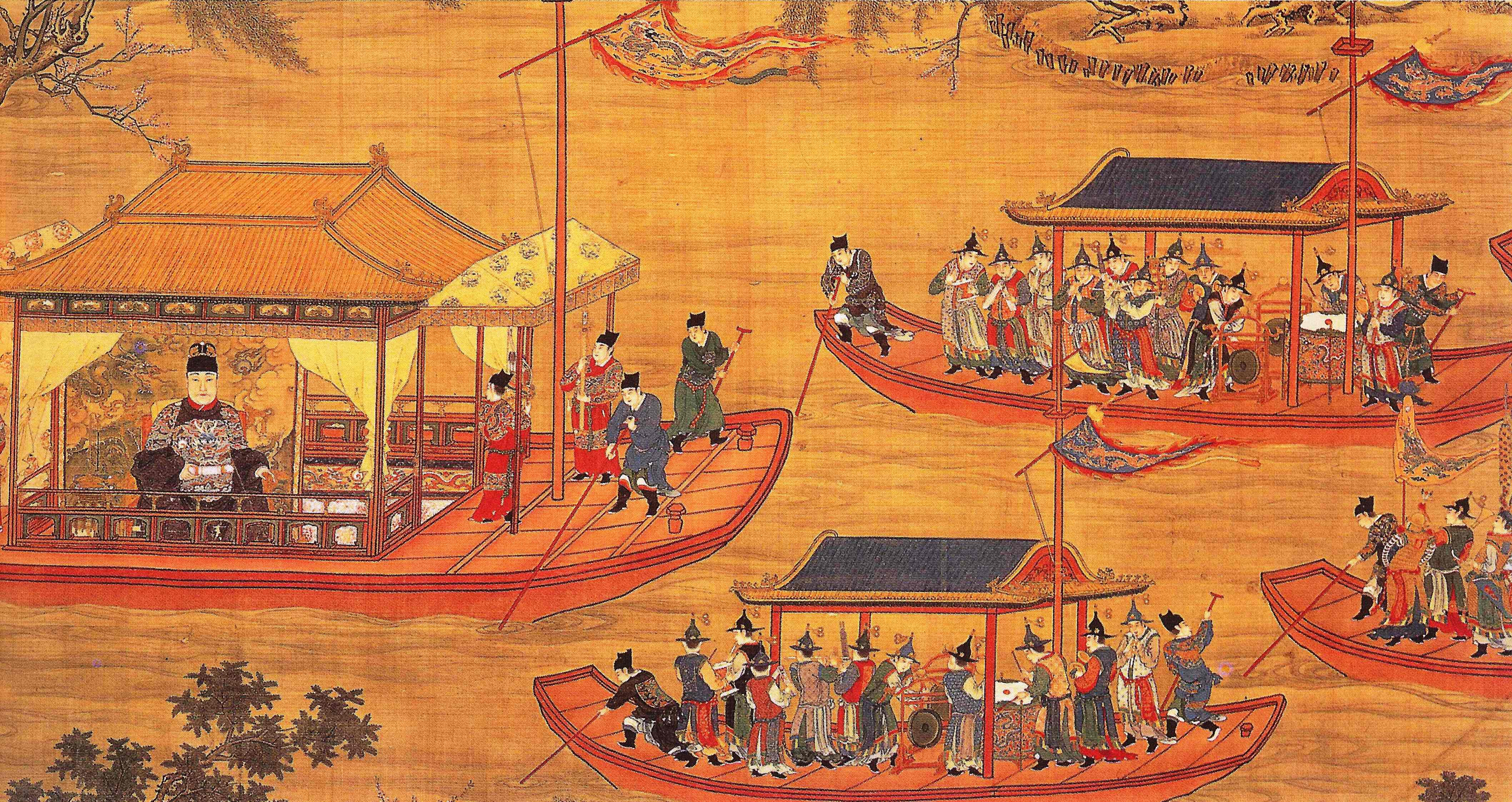
Наклонная проекция: император Цзяцзин на барже. Свиток, ок. 1538
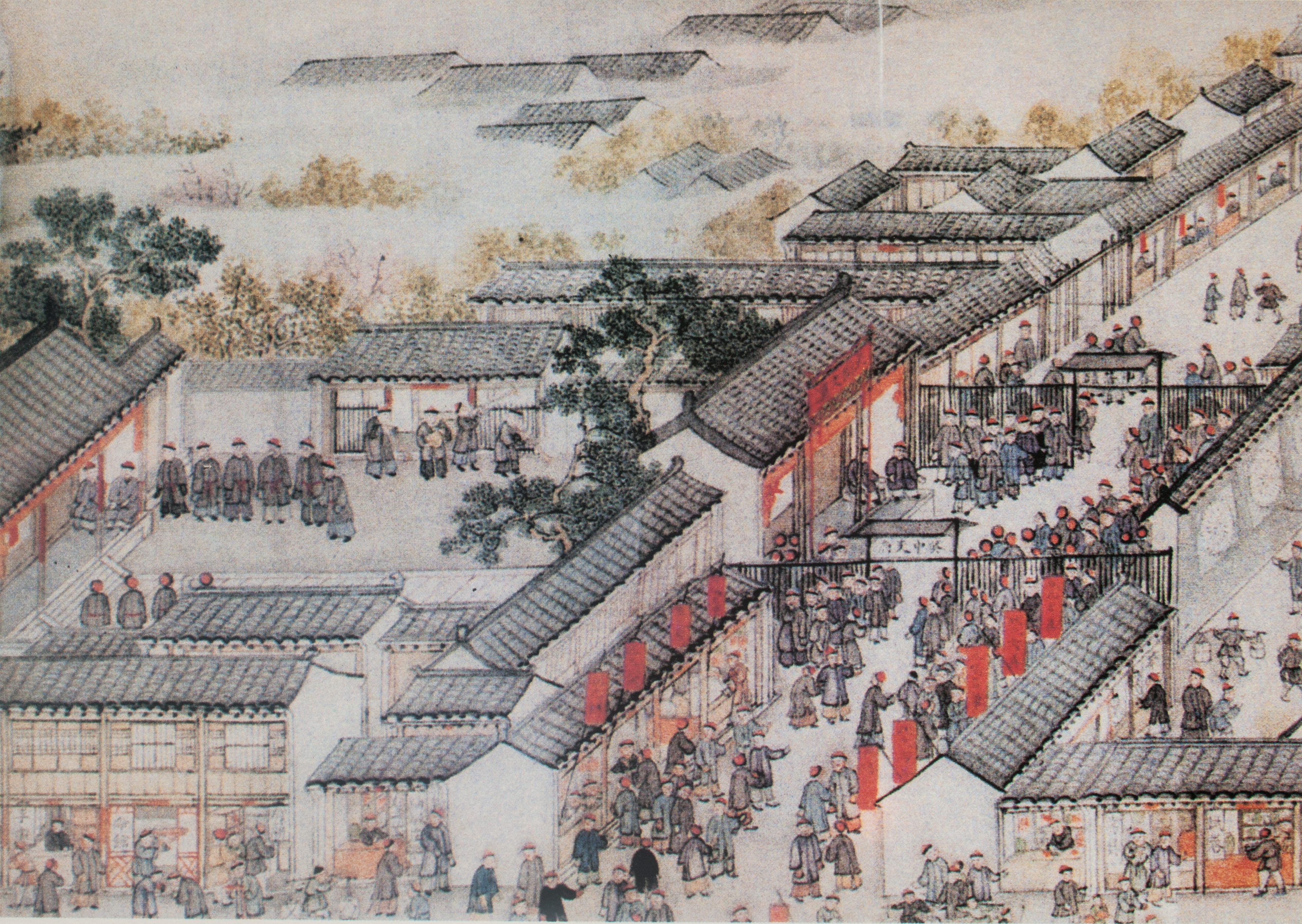
Наклонная проекция: ямэнь. Деталь свитка о Сучжоу. Сюй Ян, заказ императора Цяньлуна, XVIII век
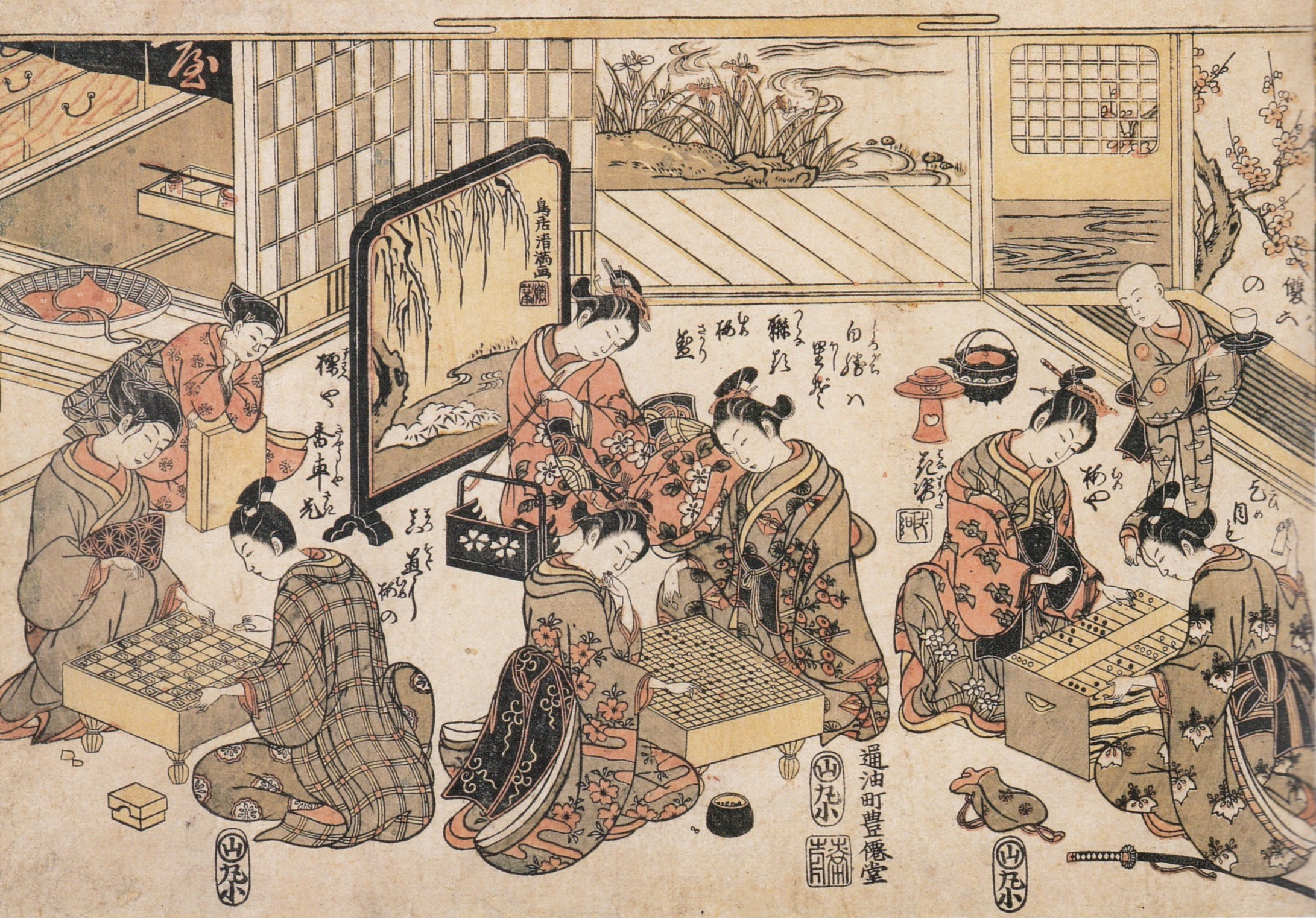
Наклонная проекция: женщины играют в сёги, го и пан-сугороку[англ.]. Киёнага, ок. 1780

### Золотое сечение

Отношение основания к гипотенузе (b: a) пирамиды Хеопса может равняться 1:φ (треугольник Кеплера), 3:5 (треугольник со сторонами 3—4—5) или 1:4/π

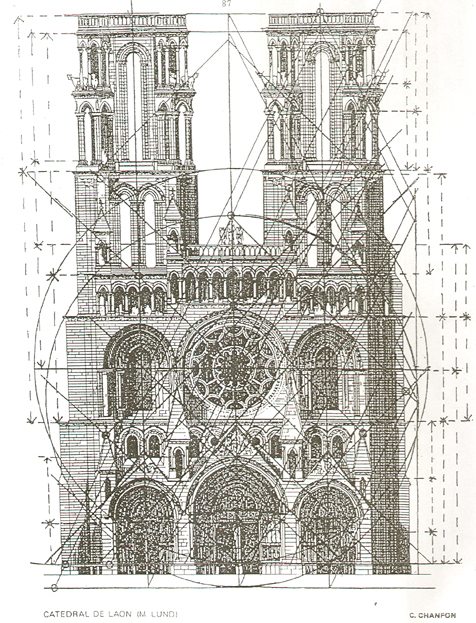
Предполагаемые пропорции ланского собора Нотр-Дам

Золотое сечение, приблизительно равное 1,618, было известно ещё Евклиду. Многие современники утверждают, что оно применялось в искусстве и архитектуре Древнего Египта, Древней Греции, однако достоверных подтверждений этому нет. Возникновение этого предположения может быть вызвано путаницей между золотым сечением и «золотой серединой», которой греки называли «отсутствие излишка во всяком из направлений». Пирамидологи с XIX века говорят о применении золотого сечения при проектировании пирамид, аргументируя позицию сомнительными математическими доводами. Скорее всего пирамиды были построены либо на основе треугольника со сторонами 3-4-5 (угол наклона — 53°8'), который упомянут в папирусе Ахмеса, либо на основе треугольника с косинусом π/4 (угол наклона — 51°50'). Фасад и пол Парфенона, построенного в V веке до н. э. в Афинах, якобы спроектированы на основе золотого сечения. Это утверждение также опровергается реальными измерениями. Считается, что золотое сечение применялось и при проектировании Великой мечети Кайруана в Тунисе. Тем не менее, данная величина не обнаруживается в оригинальном проекте мечети. Историк архитектуры Фредерик Макоди Лунд в 1919 году заявлял, что Шартрский собор (XII век), ланский (1157—1205) и парижский собор Нотр-Дам (1160) спроектированы в соответствии с принципом золотого сечения. Некоторые исследователи утверждают, что до выхода труда Пачоли в 1509 году сечение не было известно ни художникам, ни архитекторам. Например, высота и ширина фасада ланского собора Нотр-Дам имеют отношение 8/5 или 1.6, но не 1,618. Подобная пропорция является одним из отношений Фибоначчи, которые трудно отличить от золотого сечения, поскольку они сходятся к 1,618. Золотое сечение наблюдается у последователей Пачоли, в том числе в «Джоконде» Леонардо.

### Плоскостные симметрии
Плоскостные симметрии на протяжении нескольких тысяч лет наблюдаются в ковроткачестве, мощении, тканном искусстве и создании решётчатых объектов.
Многие традиционные ковры, будь то ворсистые или килимы (плоскотканые) поделены на центральный медальон и бордюрную часть. Обе части могут содержать симметричные элементы, при этом симметрия ковров ручной работы часто нарушается авторскими деталями, вариацией узора и цвета. Мотивы анатолийских килимов нередко симметричны сами по себе. Общий рисунок подразумевает наличие полос, в том числе с перемежающимися мотивами, и подобий шестиугольных форм. Центральная часть может характеризоваться группой обоев pmm, в то время как обрамление — группами бордюров pm11, pmm2 или pma2. Килимы из Турции и Центральной Азии, как правило, имеют не менее трёх бордюров, описываемых разными группами. Создатели ковров определённо стремились к симметрии, хотя и не были знакомы с её математикой. Математик и теоретик архитектуры Никос Салингарос полагает, что эстетический эффект коврам придают специальные математические техники, близкие к теориям архитектора Кристофера Александера. В качестве примера он приводит конийские ковры XVII века с двумя медальонами. Эти техники подразумевают построение противопоставляемых пар объектов; цветовое противопоставление; геометрическую дифференциацию областей с помощью дополняющих фигур или координацией острых углов; введение сложных фигур (начиная с отдельных узлов); построение малых и больших симметрических фигур; воспроизведение фигур в большем масштабе (отношение каждого нового уровня к предыдущему составляет 2,7). Салингарос утверждает, что любой удачный ковёр соответствует по крайней мере девяти условиям из десяти. Более того, он считает возможным облечь приведённые показатели в форму эстетической метрики.

Персидская мозаика гирих

Искусные индийские решётки джали, создаваемые из мрамора, украшают дворцы и гробницы. Китайские решётки, всегда наделённые некой симметрией, — часто зеркальной, двойной зеркальной или вращательной — представлены в 14 из 17 групп обоев. Некоторые обладают центральным медальоном, некоторые — краем, принадлежащем группе бордюров. Многие китайские решётки были математически проанализированы Дэниелом С. Даем. Ему удалось установить, что центром данного искусства является провинция Сычуань.
Симметрии распространены в таких тканных искусствах, как стёжка, вязание, вязание крючком, вышивка, вышивка крестом и ткачество. Симметрия на ткани может быть чисто декоративной или символизировать статус обладателя. Вращательная симметрия имеет место в циркулярных объектах. Многие купола украшены симметричными узорами внутри и снаружи как, например, мечеть Шейха Лютфуллы (1619) в Исфахане. Рефлексивные и вращательные симметрии характерны для вышитых и кружевных элементов скатертей и настольных ковриков, созданных при помощи катушек или техникой фриволите. Эти объекты также подвергаются математическому изучению.
Исламское искусство демонстрирует симметрии во многих формах, в особенности это свойственно персидской мозаике гирих. Она создаётся пятью плиточными формами: правильным десятиугольником, правильным пятиугольником, вытянутым десятиугольником, ромбом и фигурой, напоминающей галстук-бабочку. Все стороны этих фигур равны, все их углы кратны 36° (π/5 радиан), что даёт пяти- и десятикратные симметрии. Плитка украшена переплетающимся орнаментом (собственно гирих), который обычно более заметен, чем края плитки. В 2007 году физики Питер Лу и Пол Стейнхардт отметили сходство гирих с квазикристаллическими плитками Пенроуза. Геометрически выверенная плитка зулляйдж является характерным элементом марокканской архитектуры. Сотовые саоды или мукарнасы трёхмерны, однако проектировались они — путём рисования геометрических ячеек — в двух измерениях.

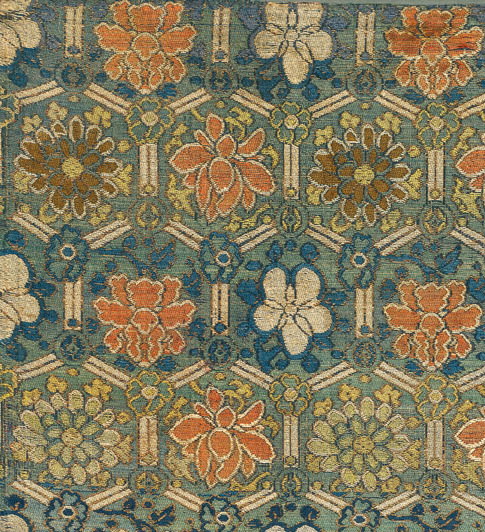
Парча времён империи Мин (деталь) с шестиугольной сеткой
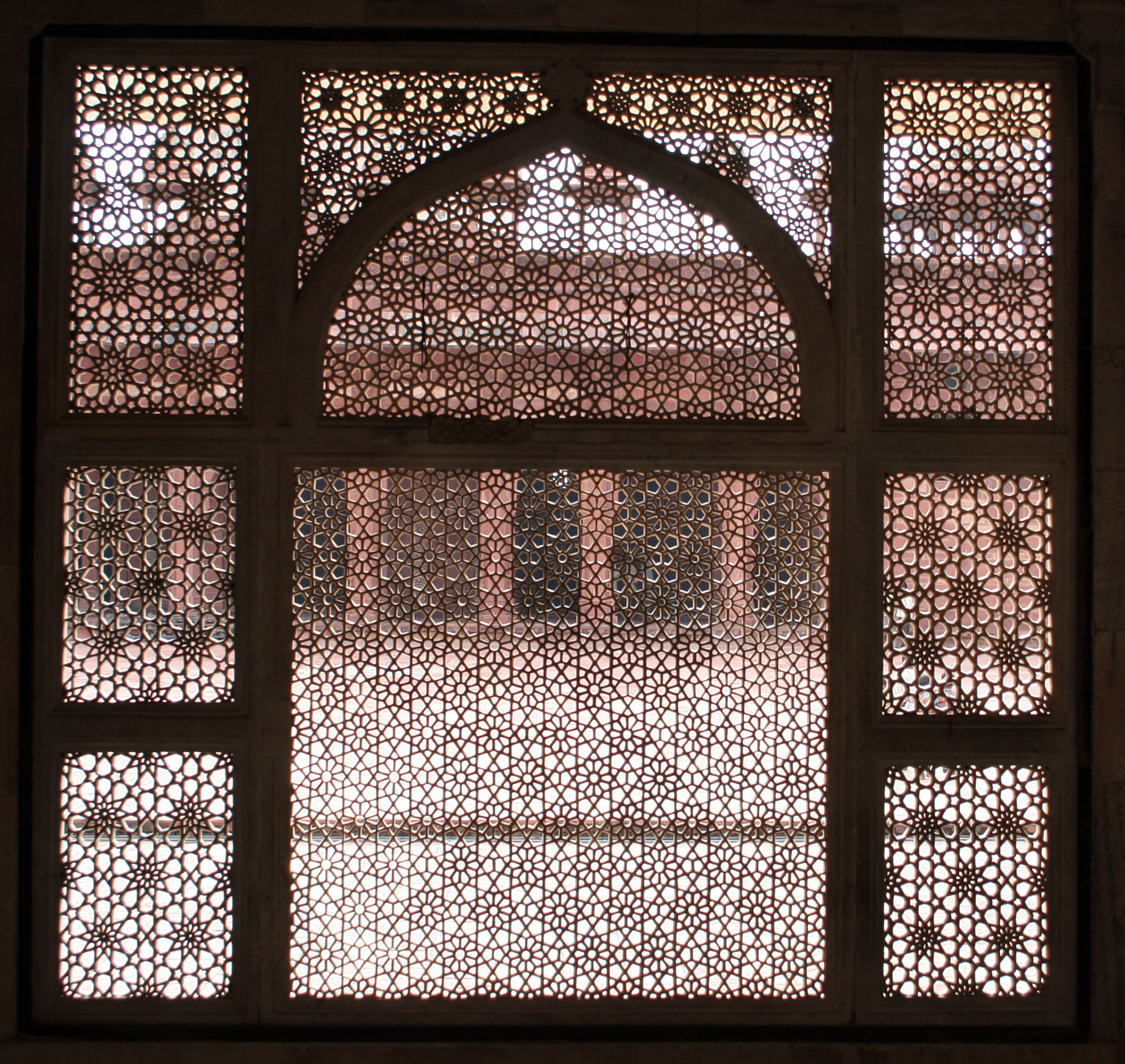
Мраморная решётка джали. Мавзолей Салима Чишти, Фатехпур-Сикри, Индия
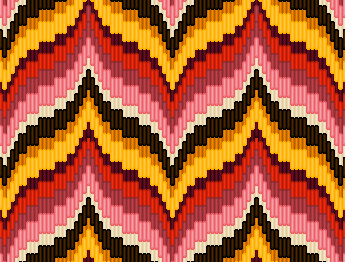
Симметрии: гобелен с флорентийским шитьём барджелло
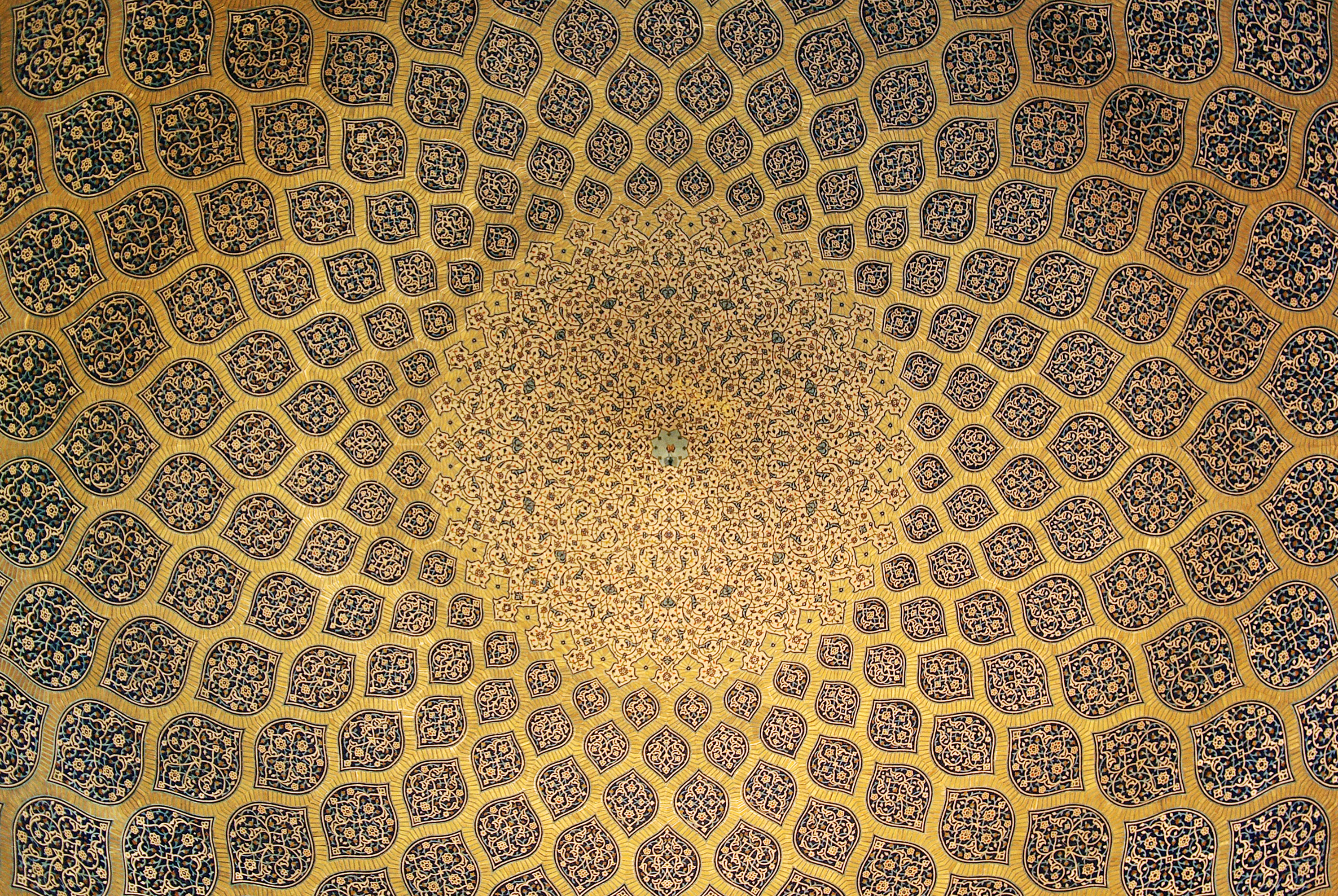
Своды мечети Шейха Лютфуллы, Исфахан, 1619
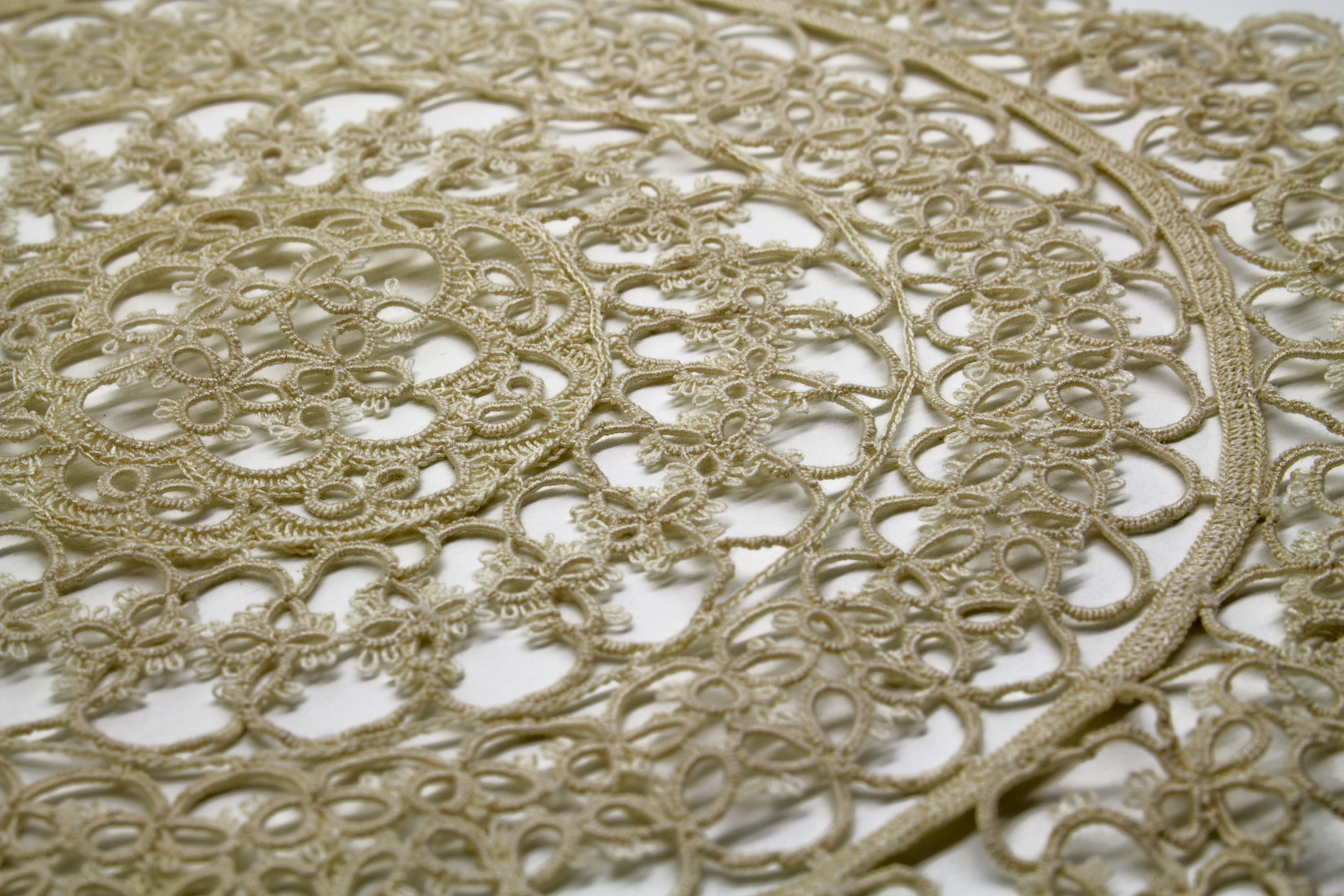
Вращательная симметрия в кружеве: техника фриволите
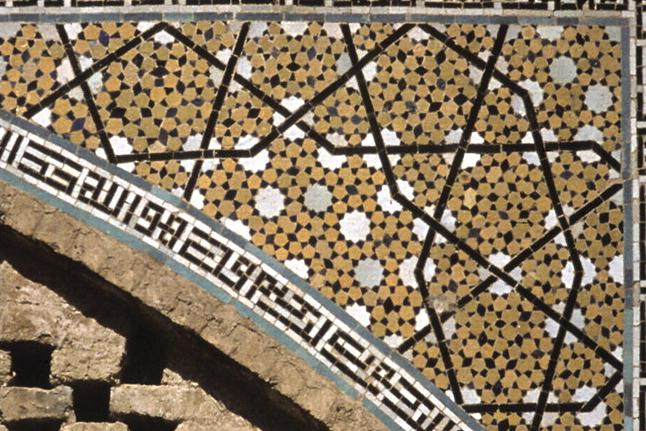
Мозаика гирих: большие и малые узоры на пазухе свода в храме Дарб-и Имам, Исфахан, 1453
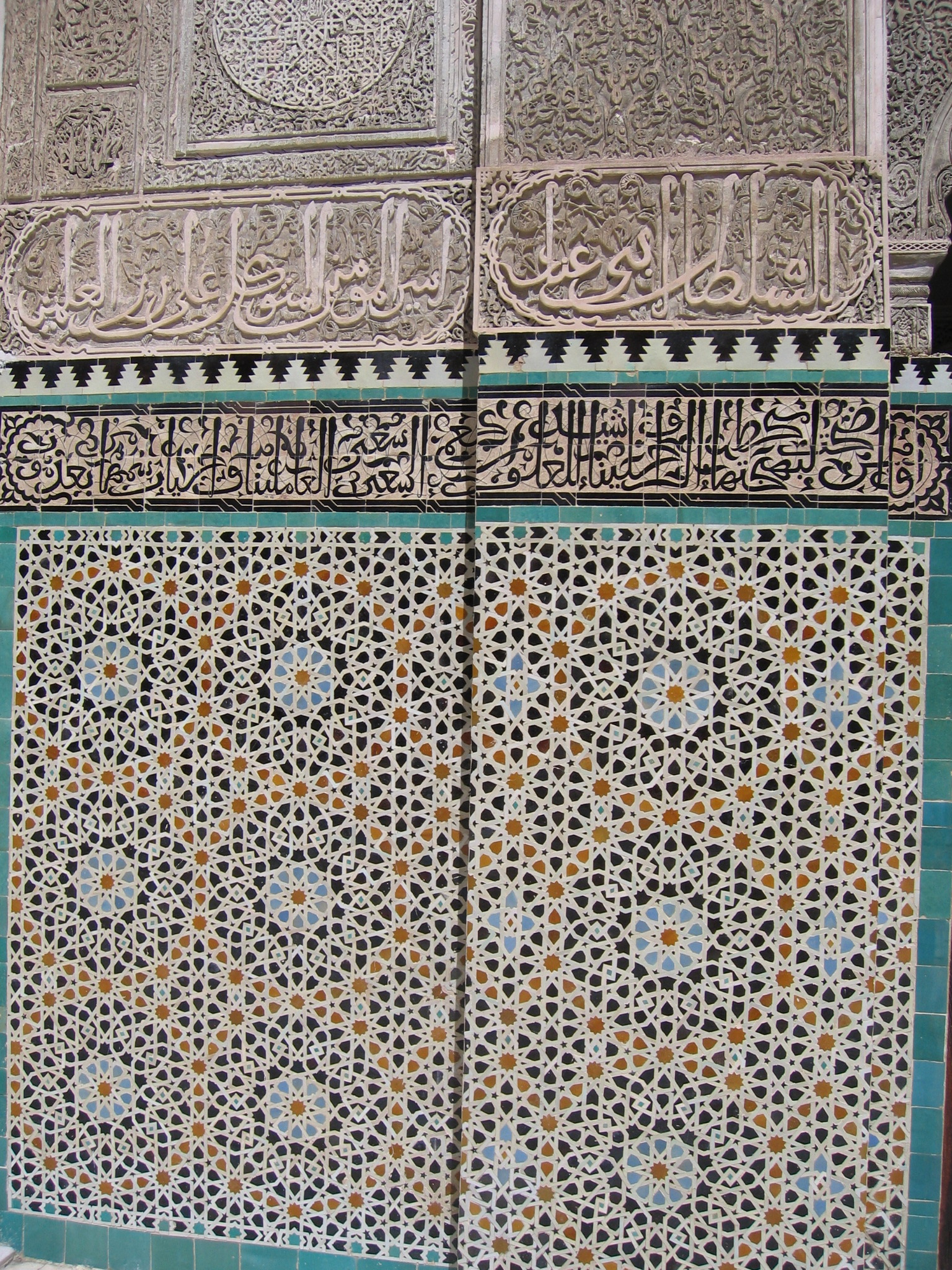
Паркет: мозаичная кладка зулляйдж в медресе Бу-Инания, Фес, Марокко
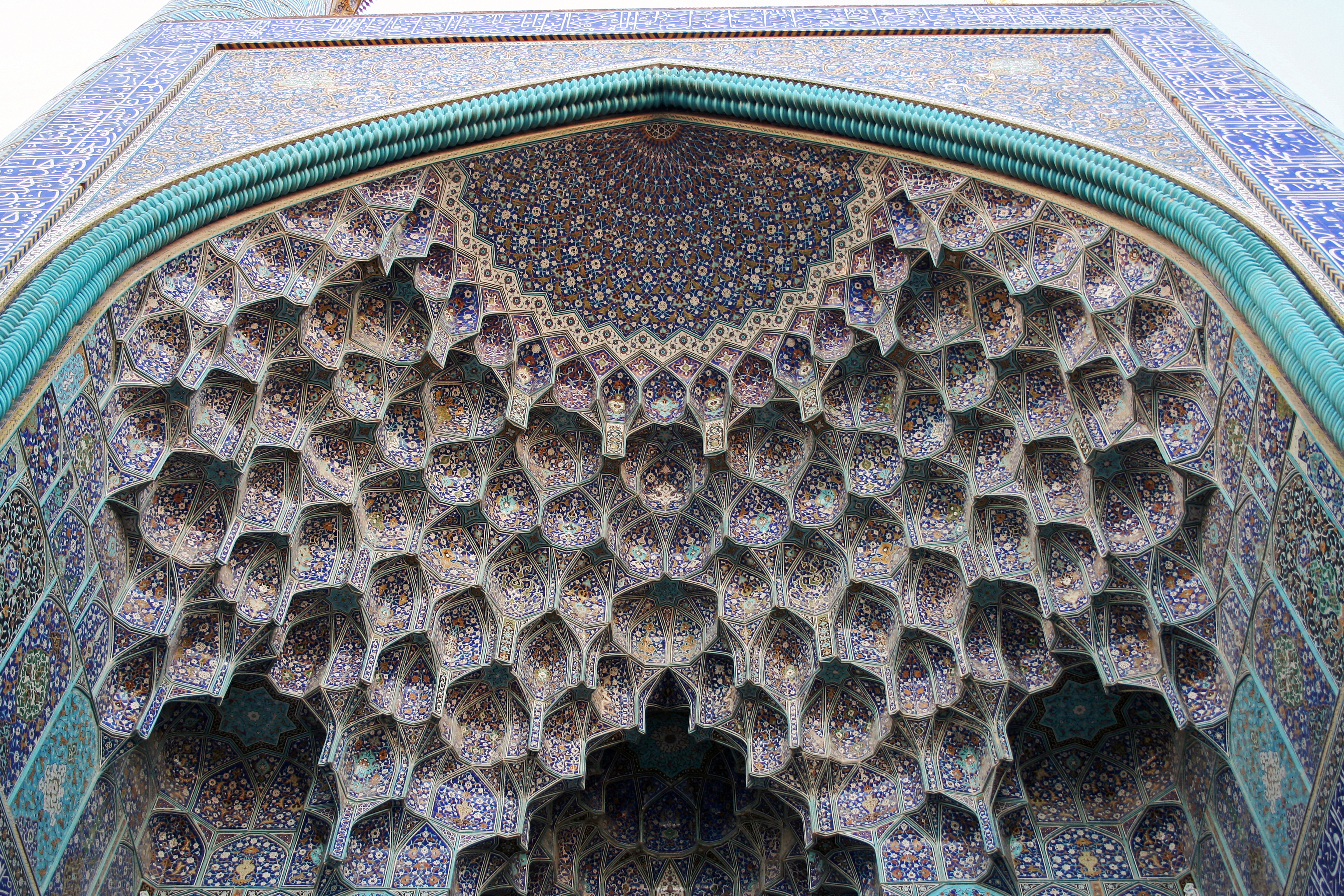
Сложная геометрия сотовых сводов в мечети Шейха Лютфуллы, Исфахан
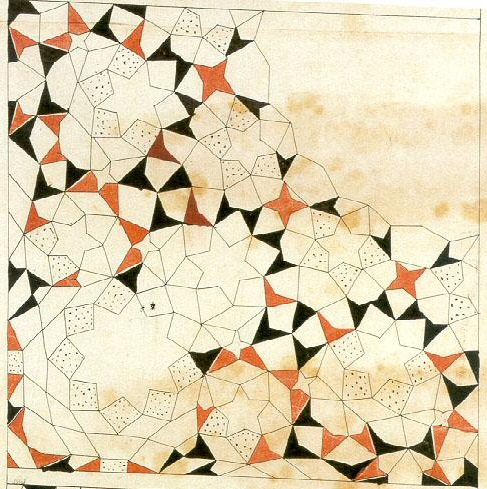
Сотовый свод на плане архитектора. Свиток Топкапы
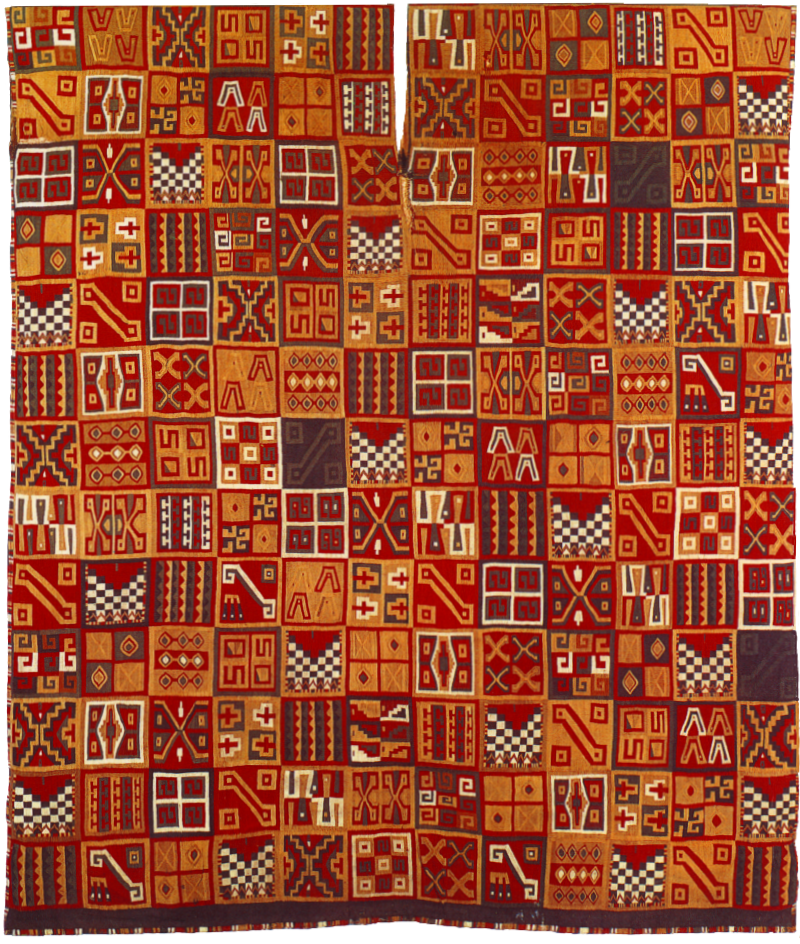
Туника Тупак Инка Юпанки. Перу, 1450–1540. Андская ткань символизирует высокий статус

### Многогранники

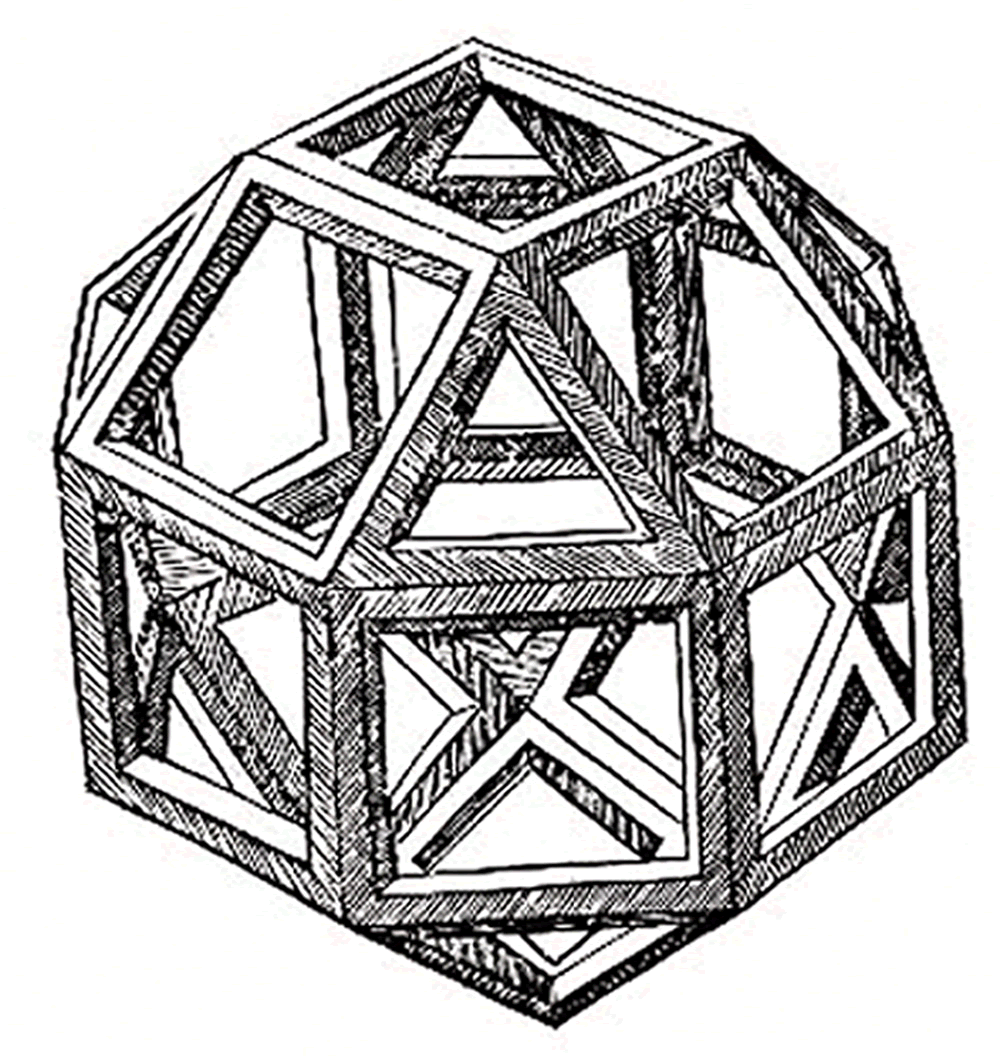
Первая печатная иллюстрация ромбокубооктаэдра. Леонардо да Винчи, «О божественной пропорции», 1509

Правильные многогранники — один из распространённых сюжетов западного искусства. Малый звёздчатый додекаэдр, например, встречается в мраморной мозаике Собора Святого Марка в Венеции; авторство приписывают Паоло Уччелло. Правильные многогранники да Винчи иллюстрируют труд «О божественной пропорции» Луки Пачоли. Стеклянный ромбокубооктаэдр встречается на портрете Пачоли (1495), написанном Якопо де Барбари. Усечённый многогранник и многие другие связанные с математикой объекты присутствуют на гравюре Дюрера «Меланхолия». «Тайная вечеря» Сальвадора Дали изображает Христа и его учеников внутри гигантского додекаэдра.
Альбрехт Дюрер (1471—1528), гравёр и график немецкого Ренессанса, внёс свой вклад в теорию, выпустив в 1525 году книгу «Руководство к измерению» (нем. Underweysung der Messung). Труд посвящён линейной перспективе, геометрии в архитектуре, правильным многогранникам и многоугольникам. Вероятно, Дюрер вдохновился работами Пачоли и Пьеро делла Франческа во время путешествий по Италии. Образцы перспективы в «Руководстве к измерению» не до конца проработаны и неточны, однако многогранники Дюрер осветил в полной мере. Именно в этом тексте впервые упомянута развёртка многогранника, то есть разворачивание (например, бумажного) многогранника в плоскую фигуру, которую можно напечатать. Ещё один влиятельный труд Дюрера — «Четыре книги о человеческих пропорциях» (нем. Vier Bücher von Menschlicher Proportion, 1528).
Известная гравюра Дюрера «Меланхолия» изображает опечаленного мыслителя, сидящего у усечённого треугольного трапецоэдра и магического квадрата. Два этих объекта и гравюра в целом представляют для современных исследователей наибольший во всём творчестве Дюрера интерес. Петер-Клаус Шустер выпустил о «Меланхолии» двухтомную книгу, в то время как Эрвин Панофский дискутирует о произведении в своей монографии. «Гиперкубическое тело» Сальвадора Дали содержит трёхмерную развёртку гиперкуба — четырёхмерного правильного многогранника.

### Фрактальные размерности

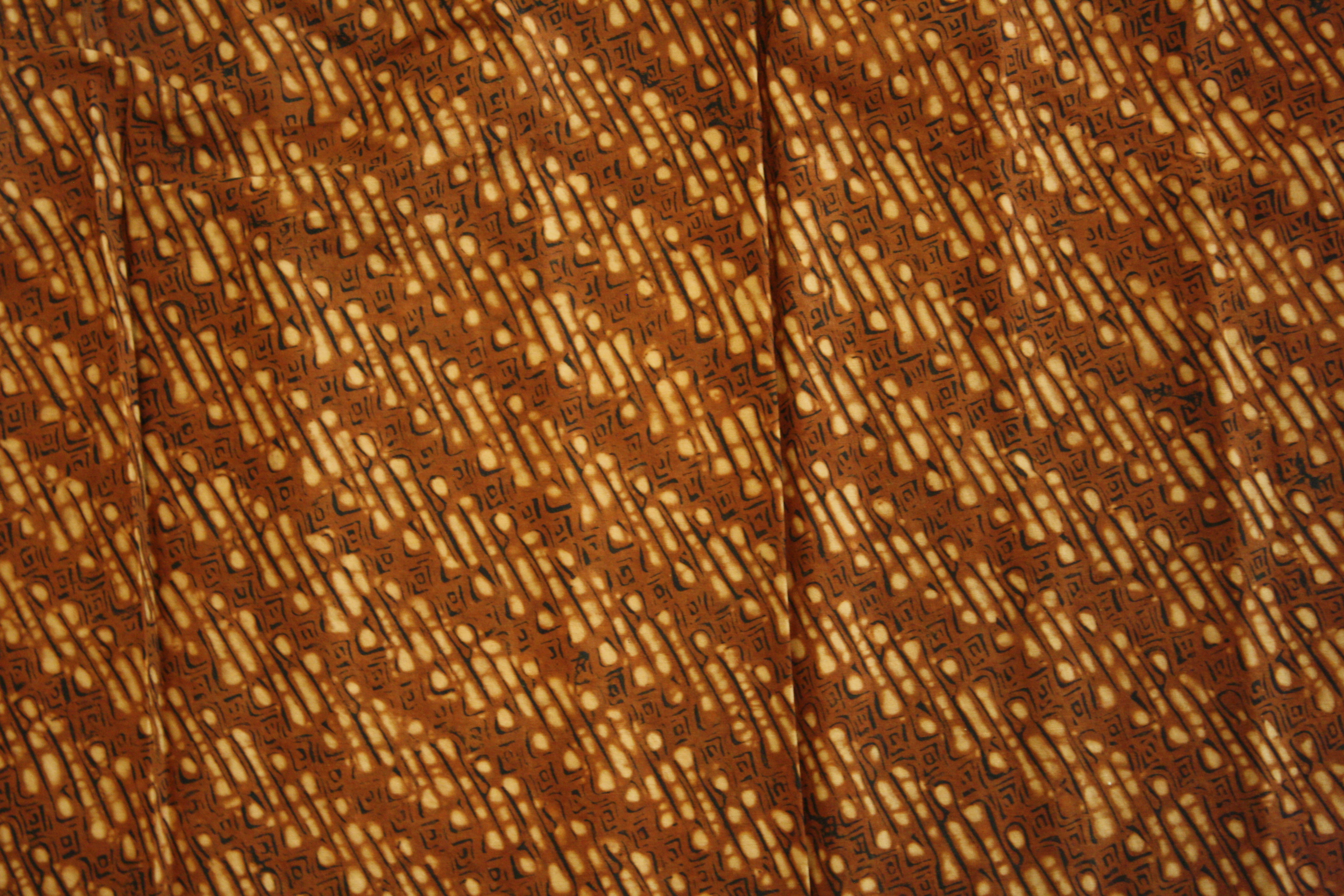
Яванский батик из Суракарты, узор паранг клитик. Подобные узоры имеют фрактальную размерность от 1.2 до 1.5

Традиционная индонезийская роспись на ткани батик использует в качестве резерва воск. Её мотивы могут соответствовать элементам окружающего мира (например, растениям) или же быть абстрактными, даже хаотическими. Резерв может наноситься неточно, крекинг (растрескивание) воска усиливает эффект случайности. Роспись имеет фрактальную размерность от 1 до 2, в зависимости от региона происхождения. Например, батик из Чиребона имеет размерность 1,1, размерность батика из Джокьякарты и Суракарты (центральная Ява) — от 1,2 до 1,5; ласемский (северная Ява) и тасикмалайский (западная Ява) обладают размерностью от 1,5 до 1,7.
Работы современного художника Джексона Поллока в капельной технике дриппинг также примечательны своей фрактальной размерностью: Картина «Номер 14» (англ. Number 14, 1948) имеет размерность 1,45. Его последующие работы характеризуются более высокой размерностью, что свидетельствует о лучшей проработке закономерностей. Одна из последних картин Поллока «Синие столбы» (англ. Blue Poles) имеет размерность 1,72, а её написание заняло шесть месяцев.

## Сложные взаимосвязи
Астроном Галилео Галилей в трактате «Пробирных дел мастер» писал, что вселенная написана на языке математики, и что символы этого языка есть треугольники, круги и иные геометрические фигуры. По мнению Галилея, жаждущие познать природу художники должны в первую очередь понимать математику. Математики же пытались анализировать изобразительное искусство через призму геометрии и рациональности (в математическом смысле слова). Математик Фелипе Кукер предположил, что эта наука и в особенности геометрия служат сводом правил для «закономерного художественного созидания» (англ. "rule-driven artistic creation"), хотя и не единственным. Некоторые особо примечательные образцы этой сложной взаимосвязи описаны ниже.

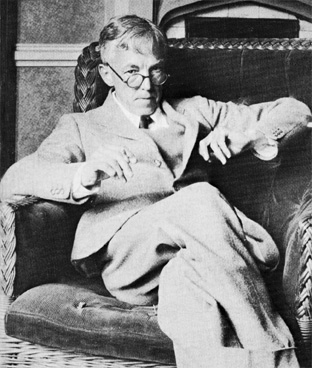
Математик Г. Х. Харди определил набор критериев, соответствие которым свидетельствует о математической красоте

### Математика как искусство
Математик Джерри П. Кинг пишет о математике как о искусстве, утверждая, что ключами к ней являются красота и элегантность, а вовсе не скучный формализм. Кинг считает, что именно красота мотивирует исследователей в этой области. Он цитирует эссе «Апология математика» (1940) британского математика Г. Х. Харди, где тот признаётся в любви к двум античным теоремам: доказательству бесконечности простых чисел Евклида и доказательству иррациональности квадратного корня из двух. Последнюю Кинг оценивает по выработанным Харди критериям красоты в математике: серьёзности, глубине, общности, неожиданности, неизбежности и экономии  (курсив Кинга) и заключает, что доказательство «эстетически привлекательно». Венгерский математик Пал Эрдёш также говорит о красоте математики, не всякое измерение которой можно выразить словами: «Почему числа красивы? Равнозначно было бы спросить, почему красива Девятая симфония Бетховена. Если вы этого не видите, никто не сможет вам объяснить. Я „знаю“, что числа красивы».

### Математический инструментарий искусства
В контексте изобразительных искусств математика даёт творцу множество инструментов наподобие линейной перспективы, описанной Бруком Тейлором и Иоганном Ламбертом, или начертательной геометрии, наблюдаемой ещё у Альбрехта Дюрера и Гаспара Монжа, а ныне применяемой для программного моделирования трёхмерных объектов. Начиная со Средневековья (Пачоли) и Возрождения (да Винчи и Дюрер) художники применяли достижения математики в творческих целях. За вычетом зачатков перспективы в древнегреческой архитектуре её широкое использование началось в XIII веке, среди пионеров был Джотто. Правило исчезающей точки сформулировал Брунеллески в 1413 году. Его открытие вдохновило не только да Винчи и Дюрера, но и Исаака Ньютона, исследовавшего оптический спектр, Гёте, написавшего книгу «К теории цвета», а затем и новые поколения художников, среди которых были Филипп Отто Рунге, Уильям Тёрнер, прерафаэлиты и Василий Кандинский. Также художники исследуют симметрии, присутствующие в композиции. Математический инструментарий может применяться учёными, изучающими предметы искусства, или самими мастерами как в случае графика М. К. Эшера (при участии Гарольда Коксетера) или архитектора Фрэнка Гери. Последний утверждает, что системы автоматизированного проектирования дали ему совершенно новые пути самовыражения.
Художник Ричард Райт считает, что визуальные модели математических объектов служат либо для симуляции некого явления, либо являются предметами компьютерного искусства. Райт иллюстрирует свою позицию изображением множества Мандельброта, созданным клеточным автоматом и компьютерным рендером; ссылаясь на тест Тьюринга, он рассуждает, могут ли продукты алгоритмов считаться искусством. Тот же подход наблюдается и у Сашо Калайдзевского, который рассматривает визуализируемые математические объекты: паркет, фракталы, фигуры гиперболической геометрии.
Одним из пионеров компьютерного искусства был Десмонд Пол Генри, создавший «Рисовальную машину 1». Аналоговый вычислительный механизм на базе компьютера бомбового прицела был представлен публике в 1962 году. Машина могла создавать сложные, абстрактные, асимметричные, криволинейные, но повторяющиеся рисунки. Хамид Надери Йеганех создаёт фигуры рыб, птиц и иных объектов реального мира, используя семейства кривых. Современные художники, в том числе Микаэль Х. Кристенсен, работают в жанре алгоритмического искусства, создавая сценарии для программного обеспечения. Ведомая художником система применяет математические операции к заданному массиву данных.

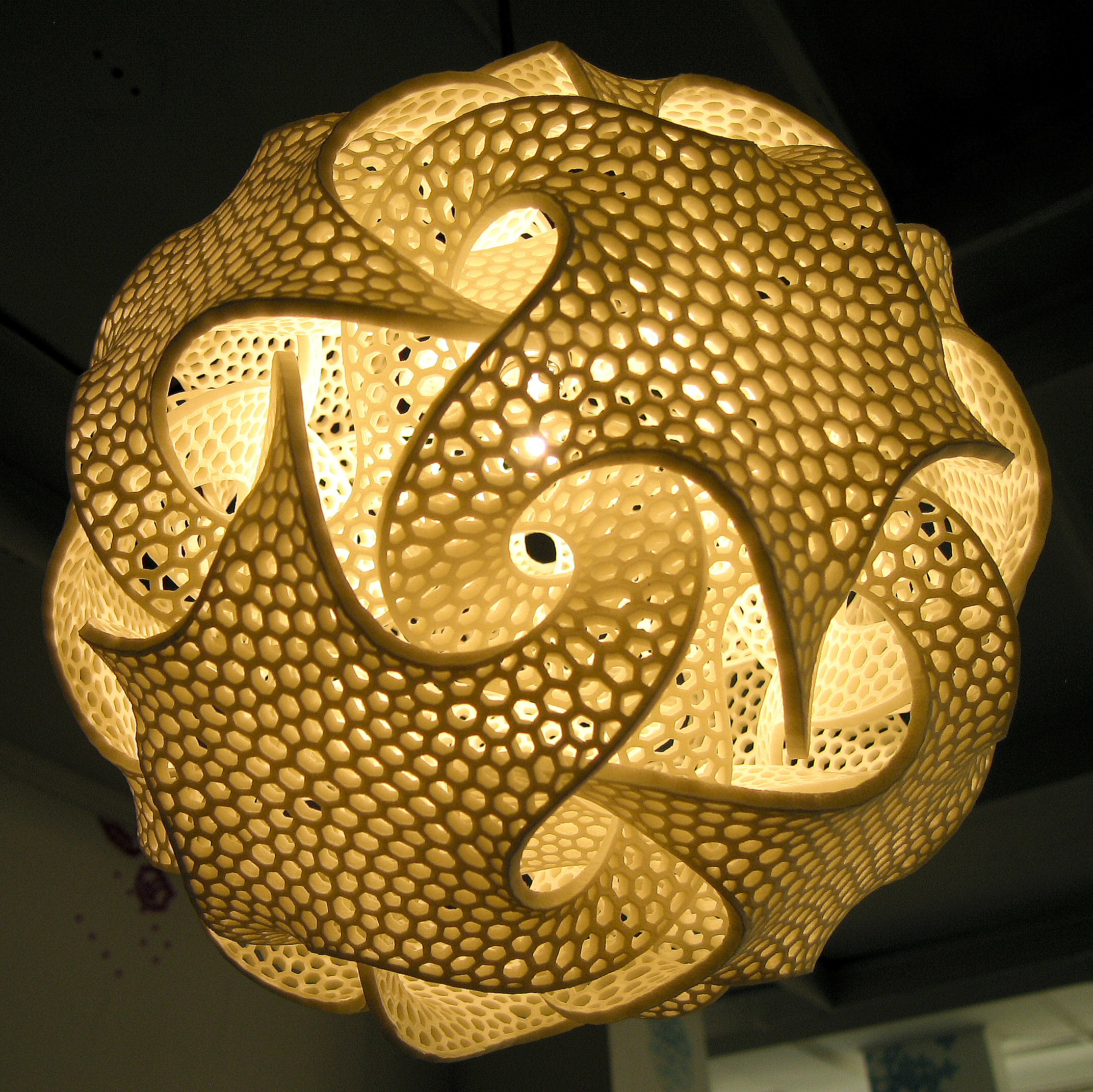
Математическая скульптура Батшебы Гроссмана, 2007
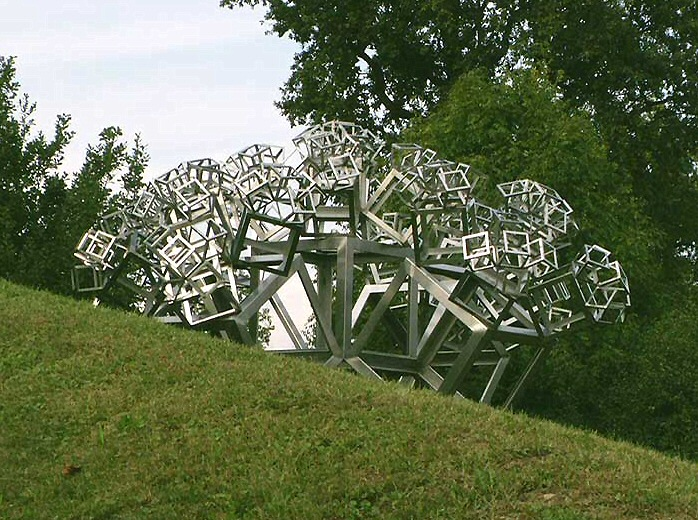
Фрактальная скульптура: 3D Fraktal 03/H/dd Хартмута Скербиша, 2003
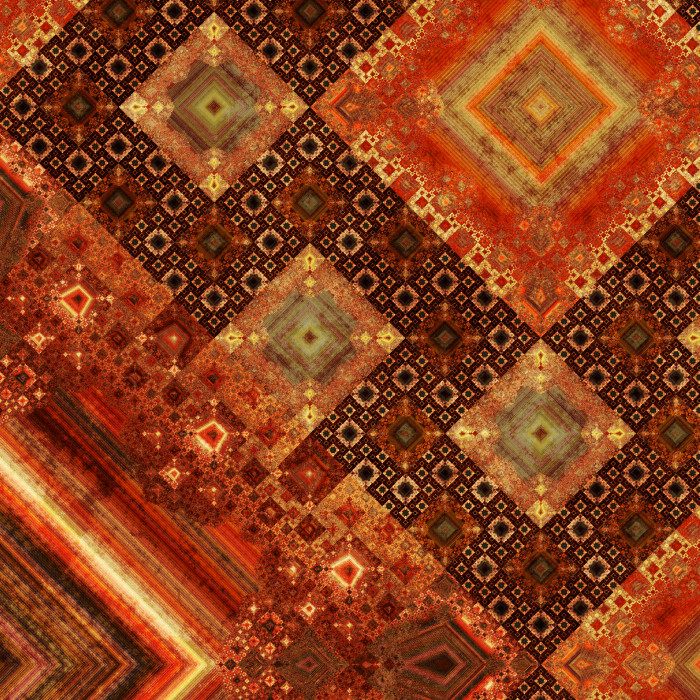
Слово Фибоначчи: деталь произведения Самюэля Моннье, 2009
Предмет компьютерного искусства, созданный «Рисовальной машиной 1» Десмонда П. Генри, 1962
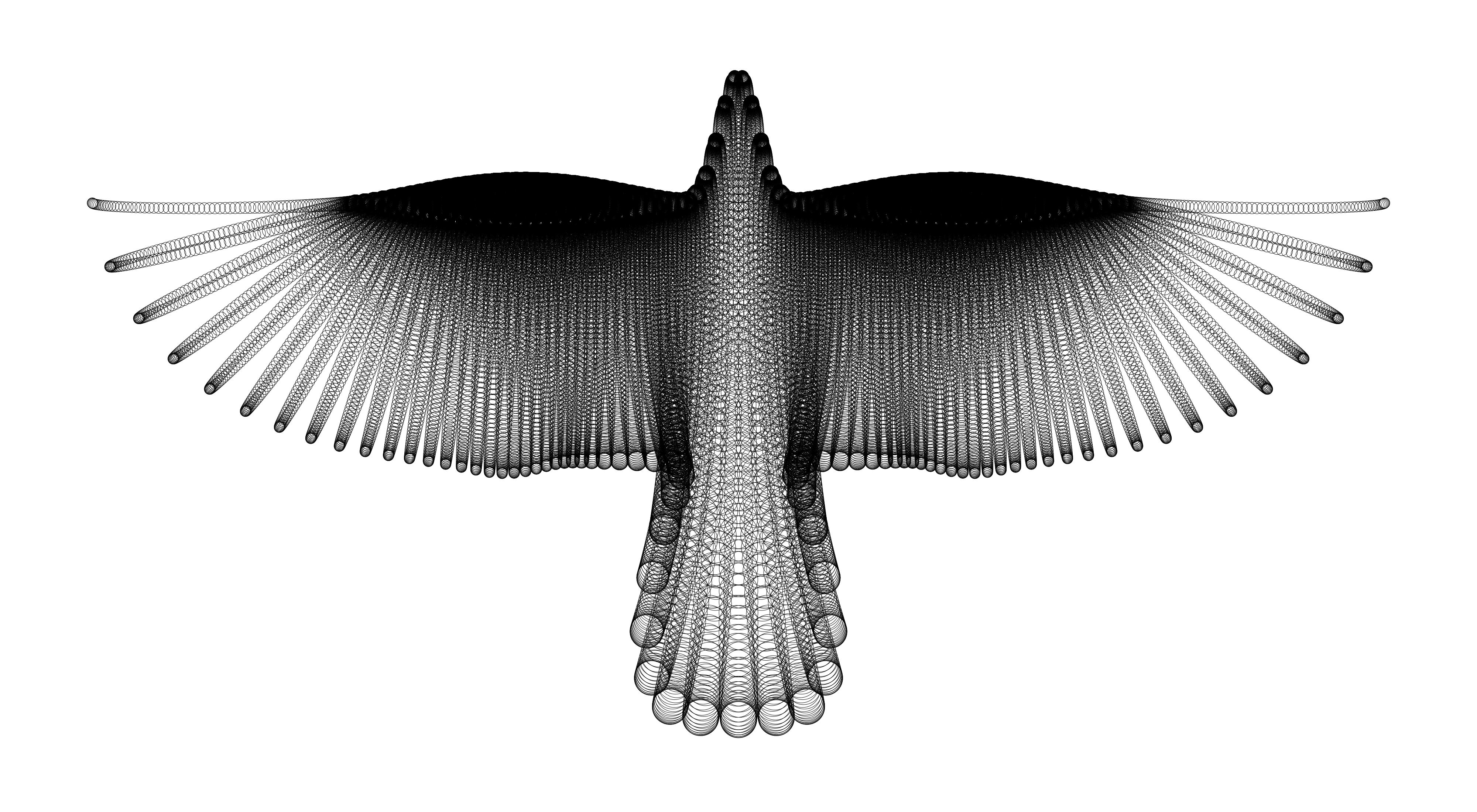
«Летящая птица» Хамида Надери Йеганеха образована семейством кривых

### От математики к искусству

Протокубизм: при написании «Авиньонских девиц» (1907) Пабло Пикассо использовал проекцию четвёртого измерения, чтобы показать и фас, и профиль одновременно

Известно, что книгу «Наука и гипотеза» (1902) математика и физика Анри Пуанкаре читали многие кубисты, в том числе Пабло Пикассо и Жан Метценже. Пуанкаре видел в евклидовой геометрии не объективную истину, но всего лишь одну из многих возможных геометрических конфигураций. Возможное существование четвёртого измерения вдохновляло художников на вызов классической перспективе ренессанса, и они обратились к неевклидовым геометриям. Одной из предпосылок кубизма стала идея о математическом — в цвете и форме — выражении сюжета. С кубизма начинается история абстракционизма. В 1910 году Метценже писал: «[Пикассо] создаёт свободную, подвижную перспективу, из которой тот изобретательный математик Морис Принсе вывел целую геометрию». В своих мемуарах Метценже вспоминал:
«Морис Принсе часто навещал нас;… он осмыслял математику словно художник, словно эстет он взывал к n-мерным континуумам. Ему нравилось прививать художникам интерес к новым взглядам на пространство, которые открыл Шлегель и некоторые другие. В этом он преуспевал.»
Моделирование математических форм в исследовательских или преподавательских целях неизбежно ведёт к появлению причудливых или красивых фигур. Их влияние испытали дадаисты Ман Рэй, Марсель Дюшан и Макс Эрнст, а также Хироси Сугимото.
Ман Рэй фотографировал модели геометрических фигур в парижском Институте им. Пуанкаре. Одна из известнейших работ того цикла — «Математический объект» (фр. Objet mathematique, 1934). Художник указывает, что «Объект» представляет собой поверхности Эннепера с постоянной отрицательной кривизной, полученные из псевдосферы. Математическая основа была крайне важна для него; математика позволяла ему опровергать «абстрактный» характер «Объекта». Ман Рэй утверждал, что запечатлённая фигура столь же реальна, сколь и писсуар, который Дюшан сделал предметом искусства. И всё же он признавал: «[формула поверхности Эннепера] ничего не значит для меня, но сами формы были так же разнообразны и подлинны, как и те, что есть в природе». Фотографии Из Института Пуанкаре он использовал в произведениях по мотивам пьес Шекспира, например, при создании «Антония и Клеопатры» (1934). Обозреватель Джонатан Китс в заметке для ForbesLife утверждает, что Ман Рэй фотографировал «эллиптические параболоиды и конические точки в той же чувственной манере, в которой изображал Кики де Монпарнас», и что он «остроумно переосмыслил холодные расчёты математиков с тем, чтобы раскрыть топологию желания». Скульпторы XX века, в числе которых Генри Мур, Барбара Хепуорт и Наум Габо тоже находили вдохновение в математических моделях. О своём творении «Струнные мать и дитя» (англ. Stringed Mother and Child, 1938) Мур говорил: «Несомненно источником моих струнных фигур был Музей науки;… я был очарован математическими моделями, которые увидел там;… меня взволновало не научное исследование этих моделей, но возможность смотреть сквозь струны как птица смотрит из клетки и способность видеть одну форму внутри другой.»

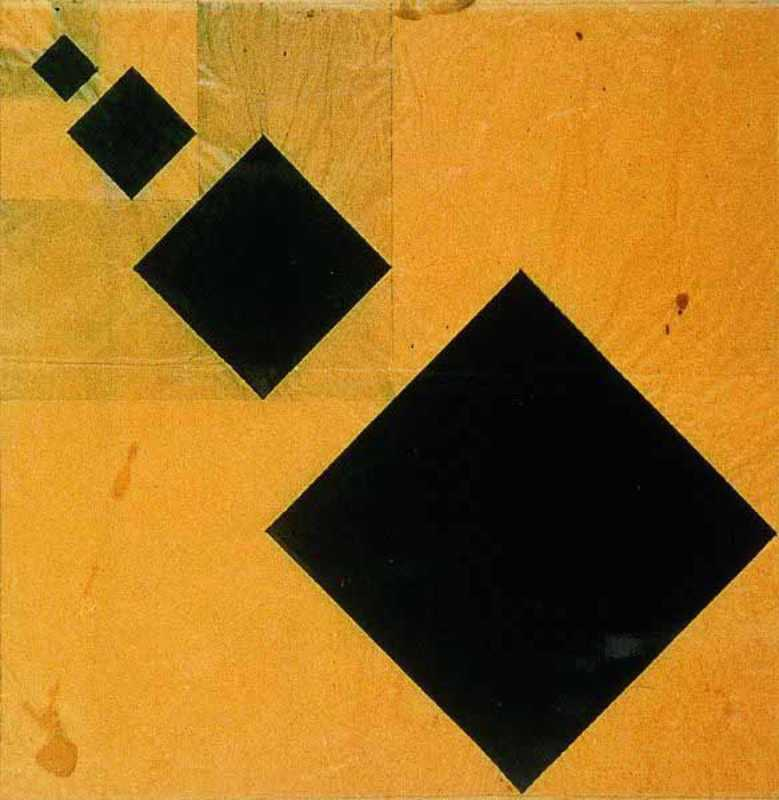
«Арифметическая композиция» (1929—1930) Тео ван Дусбурга

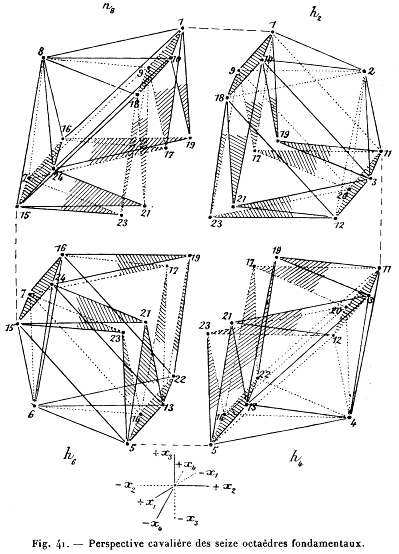
Четырёхмерное пространство как предпосылка кубизма: иллюстрация к «Элементарному трактату о геометрии в четырёхмерном пространстве» (1903) Эспри Жуффре

Художники Тео ван Дусбург и Пит Мондриан основали движение «Де Стейл», которое должно было «создать визуальный словарь элементарных геометрических форм, понятный каждому и применимый к любой дисциплине». Многие их произведения выглядят как разлинованная плоскость с прямоугольниками и треугольниками, иногда — кругами. Участники «Де Стейл» писали картины, создавали мебель и интерьеры, занимались архитектурой. Когда движение распалось, ван Дусбург организовал авангардную группу «Ар конкре» (фр. Art concret, «конкретное искусство»). О собственной «Арифметической композиции» (1929—1930) ван Дусбург писал: «структура, которую можно контролировать, определённая поверхность без случайных элементов или личной прихоти», при этом «не лишённая духа, не лишённая универсального и не… пустая, поскольку всё соответствует внутреннему ритму». Критик Гладис Фабр видит в «Композиции» две прогрессии: нарастание чёрных квадратов и меняющийся фон.
Математика паркетов, многогранников, форм пространства и самовоспроизведения дала графику М. К. Эшеру (1898—1972) пожизненный запас сюжетов. На примере мозаик Альгамбры Эшер показал: искусство можно создавать с помощью простых фигур. Моща плоскость, он использовал неправильные многоугольники, отражения, скользящую симметрию и параллельный перенос. Создавая противоречия между перспективной проекцией и свойствами трёхмерного пространства, он изображал невозможные в реальном мире, но эстетичные конструкции. Литография «Спускаясь и поднимаясь» (1960) показывает нам лестницу невозможной конструкции, открытие которой связано с именами Лайонела (отца) и Роджера (сына) Пенроузов.
Созданные Эшером замощения достаточно многочисленны, и идеи некоторых родились в беседах с математиком Гарольдом Коксетером о гиперболической геометрии. Более всего Эшера интересовали пять многогранников: тетраэдры, кубы, октаэдры, додекаэдры и икосаэдры. Фигуры неоднократно появлялись в его творчестве, но особенно они заметны в «Порядке и хаосе» (1950) и «Четырёх правильных многогранниках» (1961). Эти звёздчатые образования покоятся внутри другой фигуры, что ещё сильнее искажает угол обзора и восприятие многогранников.
Зрительная сложность паркетов и многогранников легла в основу многих художественных произведений. Стюарт Коффин создаёт головоломки-многогранники из редких сортов дерева, Джордж У. Харт занимается теорией многогранников и лепит их, Магнус Веннинджер создаёт модели звёздчатых образований.
Искажённые перспективы анаморфоза известны в живописи с XVI века. В 1553 году Ганс Гольбейн-младший написал «Послов», разместив на переднем плане сильно искривлённый череп. Впоследствии анаморфные техники пополнили арсенал и Эшера, и других графиков.
В современном искусстве заметны топологические сюжеты. Скульптор Джон Робинсон (1935—2007) известен работами «Гордиев узел» (англ. Gordian Knot) и «Узы дружбы» (англ. Bands of Friendship) — иллюстрациями теории узлов, выполненными в полированной бронзе. Некоторые другие скульптуры Робинсона посвящены топологии торов. «Сотворение» (англ. Genesis) построено по принципу колец Борромео: три окружности попарно не сцеплены, но расцепить их можно только уничтожением всей структуры. Хеламан Фергюсон ваяет поверхности и иные топологические объекты. Его работа «Восьмеричный путь» (англ. The Eightfold Way) создана на основе проективной специальной линейной группы PSL(2, 7), конечной группы с 168 элементами. Скульптор Батшеба Гроссман также известен воплощением математических структур.
Такие объекты, как многообразие Лоренца и гиперболическая плоскость воссоздаются мастерами тканного искусства, в том числе вязания крючком. В 1949 году ткач Ада Диц выпустила монографию «Алгебраические выражения в ручной вязке» (англ. Algebraic Expressions in Handwoven Textiles), где предложила новые ткацкие схемы на базе расширения многомерных многочленов. Применив правило 90 для клеточного автомата, математик Джеффри Ч. П. Миллер создавал гобелены, изображавшие деревья и абстрактные узоры из треугольников; клеточные автоматы используются и для непосредственного создания цифрового визуального искусства. «Вязальщики-математики» (англ. mathekniticians) Пэт Эшфорт и Стив Пламмер вяжут для студентов модели гексафлексагона и других фигур. Связать губку Менгера им не удалось — её сделали из пластика. Проект Эшфорта и Пламмера по вязанию шерстяных платков (англ. mathghans) способствовал включению теории вязания в учебные планы, предлагаемые математическими и технологическими программами Великобритании.

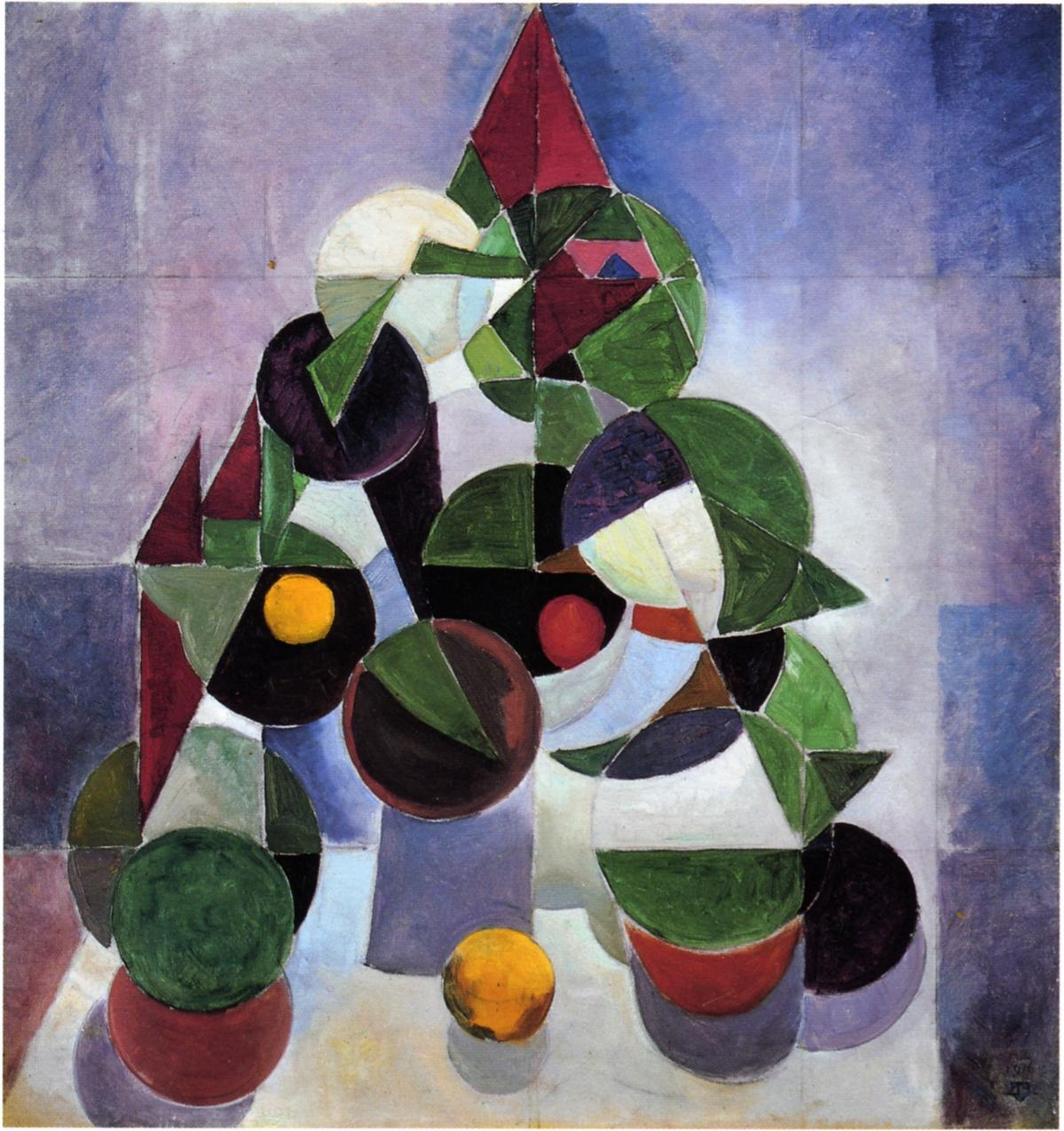
«Де Стейл»: «Композиция I. Натюрморт» (1916) Тео ван Дусбурга
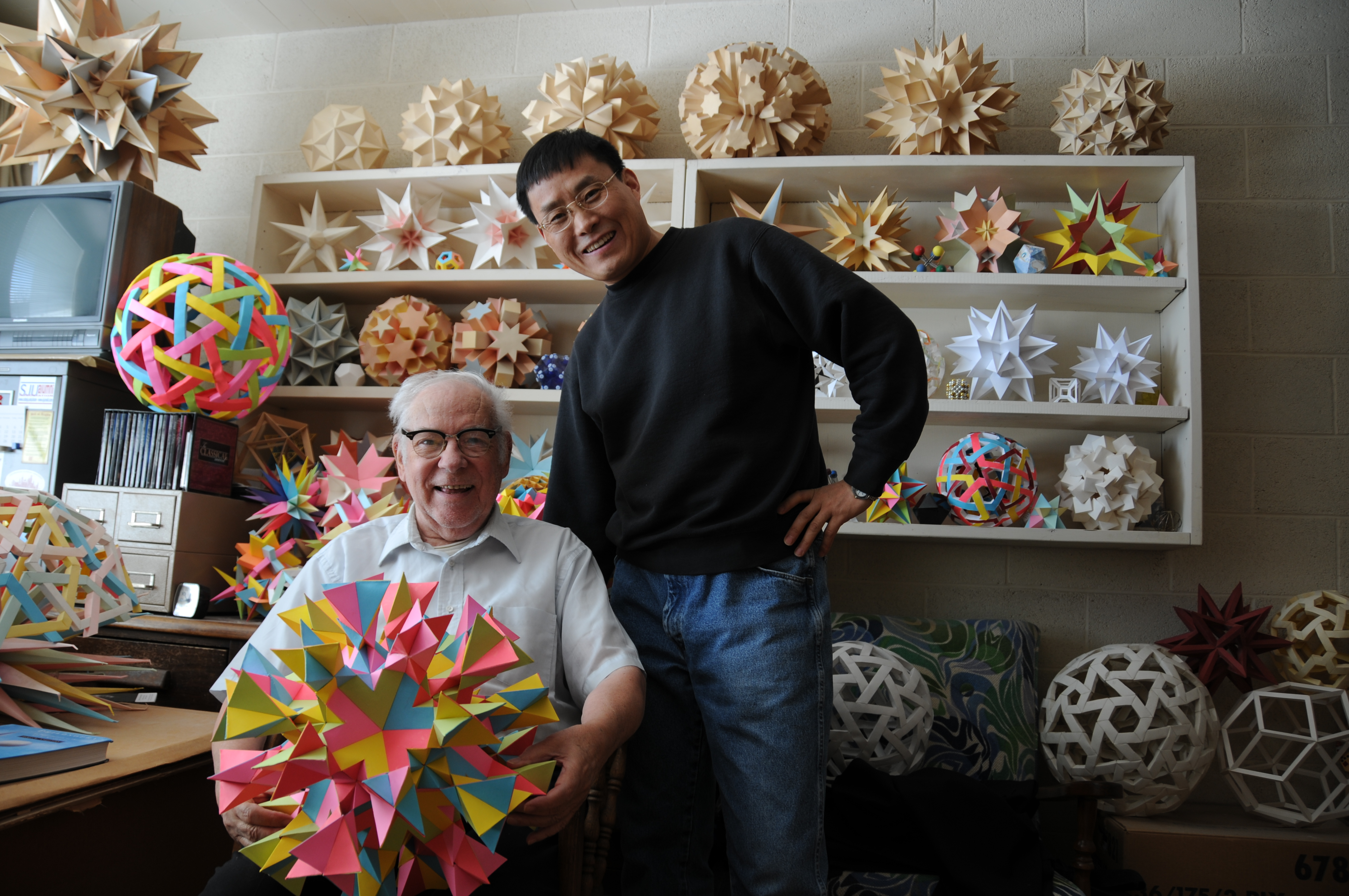
От педагогики к искусству: Магнус Веннинджер и его звёздчатые многогранники, 2009
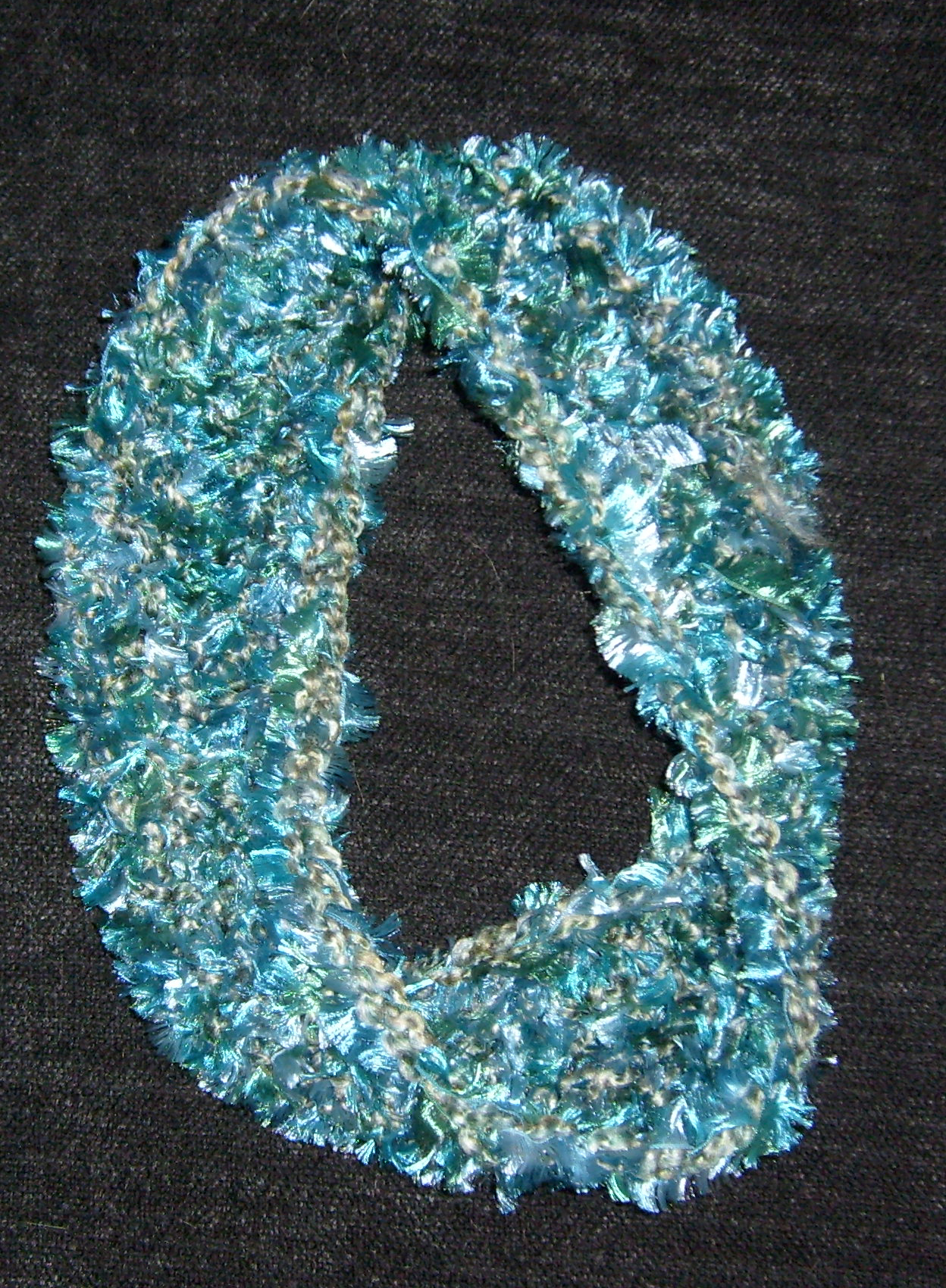
Шарф в виде ленты Мёбиуса. Вязание крючком, 2007
Анаморфоз: «Послы» (1553) Ганса Гольбейна-младшего. На переднем плане — сильно искажённый череп

### Иллюстрирование математики

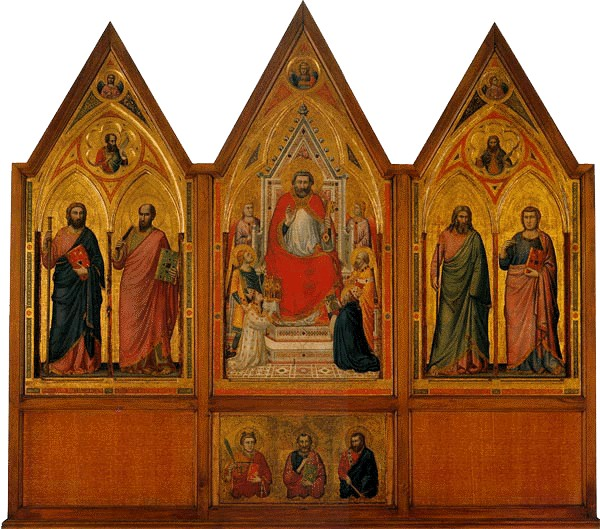
Лицевая сторона «Триптиха Стефанески» (1320) Джотто. Сюжет рекурсивен

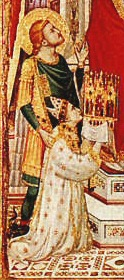
Деталь кардинала Стефанески держит «Триптих» в руках

Моделирование — далеко не единственный способ иллюстрации математических концепций. «Триптих Стефанески» (1320) Джотто содержит рекурсию. Центральная панель лицевой части (слева внизу) показывает нам самого кардинала Стефанески; преклонив колено, он предлагает малую копию «Триптиха» в качестве дара. Метафизические картины Джорджо де Кирико, в том числе «Большой метафизический интерьер» (1917) затрагивает тематику уровней представления в искусстве; де Кирико пишет картины внутри картин.
В искусстве можно запечатлеть логические парадоксы. Сюрреалист Рене Магритт создавал свои картины как семиотические шутки, подвергая сомнению отношения между поверхностями. На картине «Условия человеческого существования» (1933) изображён мольберт с холстом; пейзаж поддерживает вид из окна, рамки которого обозначены шторами. Эшер в той же манере построил сюжет «Картинной галереи» (1956): искажённый вид города, расположенная в городе галерея, сама картина как экспонат. Рекурсия продолжается ad infinitum. Магритт искажал реальность и другими способами. «Мысленная арифметика» (1931) изображает поселение, где дома соседствуют с шарами и кубоидами, будто бы детские игрушки выросли до гигантских размеров. Журналист издания The Guardian заметил, что «жутковатый план игрушечного города» стал пророчеством, провозвестив узурпацию «старых удобных форм» модернистами. При этом Магритт играет со склонностью человека к поиску закономерностей в природе.
Последняя картина Сальвадора Дали «Хвост ласточки» (1983) заключает цикл работ, вдохновлённых теорией катастроф Рене Тома. Испанский художник и скульптор Пабло Паласуэло (1916—2007) разработал стиль, названный им «геометрией жизни и всей природы». Произведения Паласуэло представляют собой тщательно структурированные и раскрашенные множества простых фигур. В качестве средства самовыражения он использует геометрические преобразования.

Художники не всегда воспринимают геометрию буквально. В 1979 году вышла книга Дугласа Хофштадтера «Гёдель, Эшер, Бах», где он размышляет о закономерностях человеческого мышления, в том числе связи искусства с математикой:
«Разница между рисунками Эшера и неэвклидовой геометрией заключается в том, что в последней возможно найти значимые интерпретации для неопределяемых понятий таким образом, что система становится понятной, в то время как в первой конечный результат несовместим с нашей концепцией мира, как бы долго мы не рассматривали картину.»

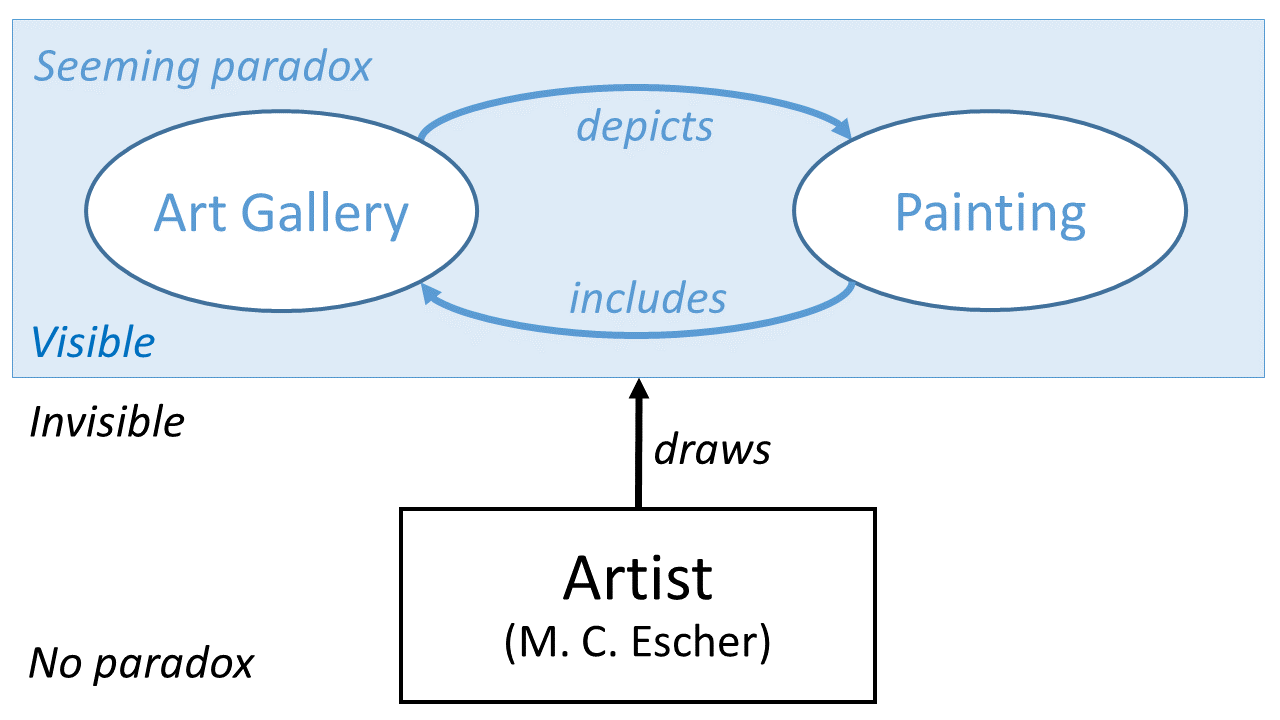
Схема явного парадокса, наблюдаемого в «Картинной галерее» (1956) Эшера. Дуглас Хофштадтер рассуждает о парадоксе в книге «Гёдель, Эшер, Бах» (1979)

Хофштадтер упоминает парадокс «Картинной галереи» Эшера, характеризуя её как «странную петлю или запутанную иерархию» уровней реальности. Сам же художник в этой петле не представлен; ни его существование, ни факт авторства не являются парадоксами. Вакуум в центре картины привлёк внимание математиков Барта де Смита и Хендрика Ленстры. Они предполагают наличие эффекта Дросте: картина самовоспроизводится в повёрнутом и сжатом виде. Если эффект Дросте действительно присутствует, рекурсия ещё более сложна, чем заключил Хофштадтер.

### Анализ истории искусств
Алгоритмический анализ произведений искусства, например, рентгенофлуоресцентный, позволяет обнаруживать слои, впоследствии закрашенные автором, восстанавливать исходный вид потрескавшихся или потемневших изображений, отличать копии от оригинала и отличать руку мастера от ученической.
Техника «дриппинг» Джексона Поллока примечательна своей фрактальной размерностью. Возможно, контролируемый хаос Поллока родился под влиянием Макса Эрнста. Вращая ведро краски с перфорированным дном над холстом, Эрнст создавал фигуры Лиссажу. Учёный-информатик Нил Доджсон попытался выяснить, можно ли математически характеризовать полосатые полотна Бриджет Райли. Анализ расстояний между полосами «дал определённый результат», в отдельных случаях подтвердилась гипотеза о глобальной энтропии, однако автокорреляция отсутствовала, поскольку Райли варьировала закономерности. Локальная энтропия сработала лучше, что соответствовало тезисам критика Роберта Куделки о творчестве художницы.
В 1933 году американский математик Джордж Д. Биркгоф представил публике работу «Эстетическая мера» — количественную теорию эстетического качества живописи. Биркгоф исключил из рассмотрения вопросы коннотации, сфокусировавшись на геометрических свойствах («элементах порядка») картины как многоугольника. Аддитивная метрика {\displaystyle O} принимает значения от −3 до 7 и объединяет пять характеристик:
- имеется ли вертикальная ось симметрии;
- имеется ли оптическое равновесие;
- каково число симметрий вращения;
- насколько фигура подобна обоям;
- имеются ли неблагоприятные свойства наподобие чрезмерной близости вершин.

Вторая метрика, {\displaystyle C} отражает количество линий, содержащих по крайней мере одну сторону многоугольника. Биркгоф определяет меру эстетичности объекта как отношение {\displaystyle O/C}. Отношение можно интерпретировать как баланс между удовольствием, которое доставляет созерцание объекта, и сложностью построения. Теорию Биркгофа критиковали с разных точек зрения, упрекая его в намерении описать красоту формулой. Математик утверждал, что такого намерения не имел.

### Пища для исследований
Известны случаи, когда искусство служило стимулом для развития математики. Сформулировав теорию перспективы в архитектуре и живописи, Брунеллески открыл целую серию исследований, в которую вошли работы Брука Тейлора и Иоганна Ламберта по математическим основаниям перспективы. На этом фундаменте Жерара Дезарга и Жан-Виктор Понселе воздвигли теорию проективной геометрии.
Математические методы позволили Томоко Фусэ развить японское искусство оригами. Используя модули, она собирает из конгруэнтных кусков бумаги — например, квадратов — многогранники п паркеты. В 1893 году Т. Сундара Рао опубликовал работу «Геометрические упражнения в сворачивании бумаги», где давал наглядные доказательства различных геометрических результатов. К важнейшим открытиям в области математики оригами относят теорему Маэкавы, теорему Кавасаки и правила Фудзиты.

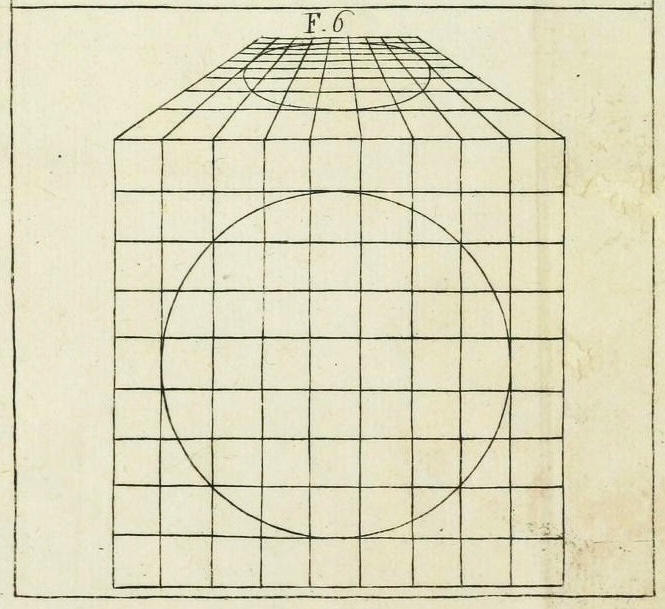
Предвестия проективной геометрии: схема Л. Б. Альберти (1435–36) демонстрирует восприятие круга в перспективе
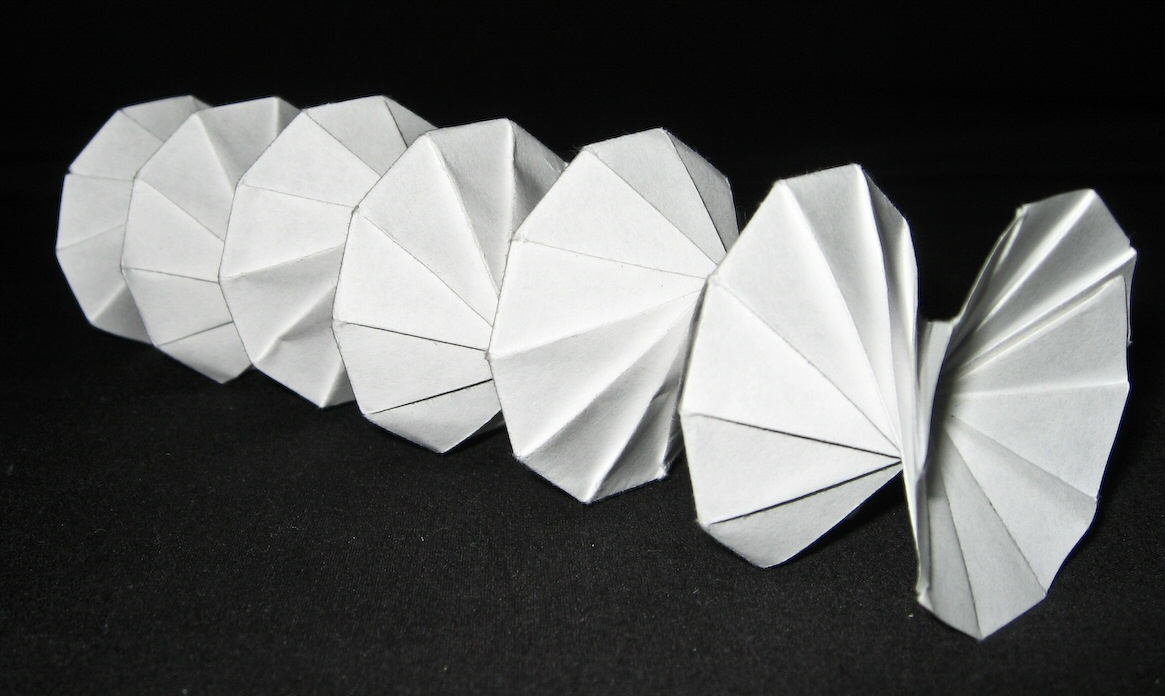
Математика оригами: «Пружина в действии» Дж. Бейнона создана из одного прямоугольного листа бумаги

### От иллюзии к оптическому искусству

Спираль Фрейзера, открытая в 1908 году

Оптические иллюзии, в их числе спираль Фрейзера, демонстрируют ограниченность восприятия человеком визуальных образов. Историк искусств Эрнст Гомбрих называл создаваемые ими эффекты «непонятными трюками». Чёрные и белые полосы, на первый взгляд образующие спираль, в действительности являются концентрическими кругами. В середине XX века возник стиль оптического искусства, эксплуатировавшего иллюзии для придания картинам динамики, создания эффекта мерцания или вибрации. Известными представителями направления, в силу известной аналогии также известного под названием «оп-арт», являются Бриджет Райли, Спирос Хоремис, Виктор Вазарели.

### Сакральная геометрия
Идея о Боге-геометре и сакральном характере геометрии всего сущего известна со времён Древней Греции и прослеживается в западноевропейской культуре. Плутарх указывает, что таких взглядов придерживался Платон: «Бог геометризует беспрестанно» (Convivialium disputationum, liber 8,2). Взгляды Платона коренятся в пифагорейском понятии о музыкальной гармонии, где ноты разнесены в идеальных пропорциях, продиктованных длинами струн лиры. По аналогии с музыкой, правильные многогранники («платоновы тела») устанавливают пропорции окружающего мира и, как следствие, сюжетов в искусстве. Известная средневековая иллюстрация Бога, создающего Вселенную с помощью циркуля, отсылает к библейскому стиху: «Когда Он уготовлял небеса, я была там. Когда Он проводил круговую черту по лицу бездны» (Книга притчей Соломоновых, 8:27). В 1596 году математик и астроном Иоганн Кеплер представил модель Солнечной системы — множество вложенных платоновых тел, олицетворяющую относительные размеры планетарных орбит. Картина «Великий архитектор» Уильяма Блейка, а также его монотип «Ньютон», где великий учёный изображён в образе нагого геометра, демонстрируют контраст между математически совершенным духовным миром и несовершенным физическим. Таким же образом можно интерпретировать «Гиперкубическое тело» Дали, где Христос распят на трёхмерной развёртке четырёхмерного гиперкуба. По мнению художника, божественному взору доступно на измерение больше, чем человеческому. Последнюю трапезу Христа с учениками Дали представил происходящей внутри додекаэдра исполинских размеров,

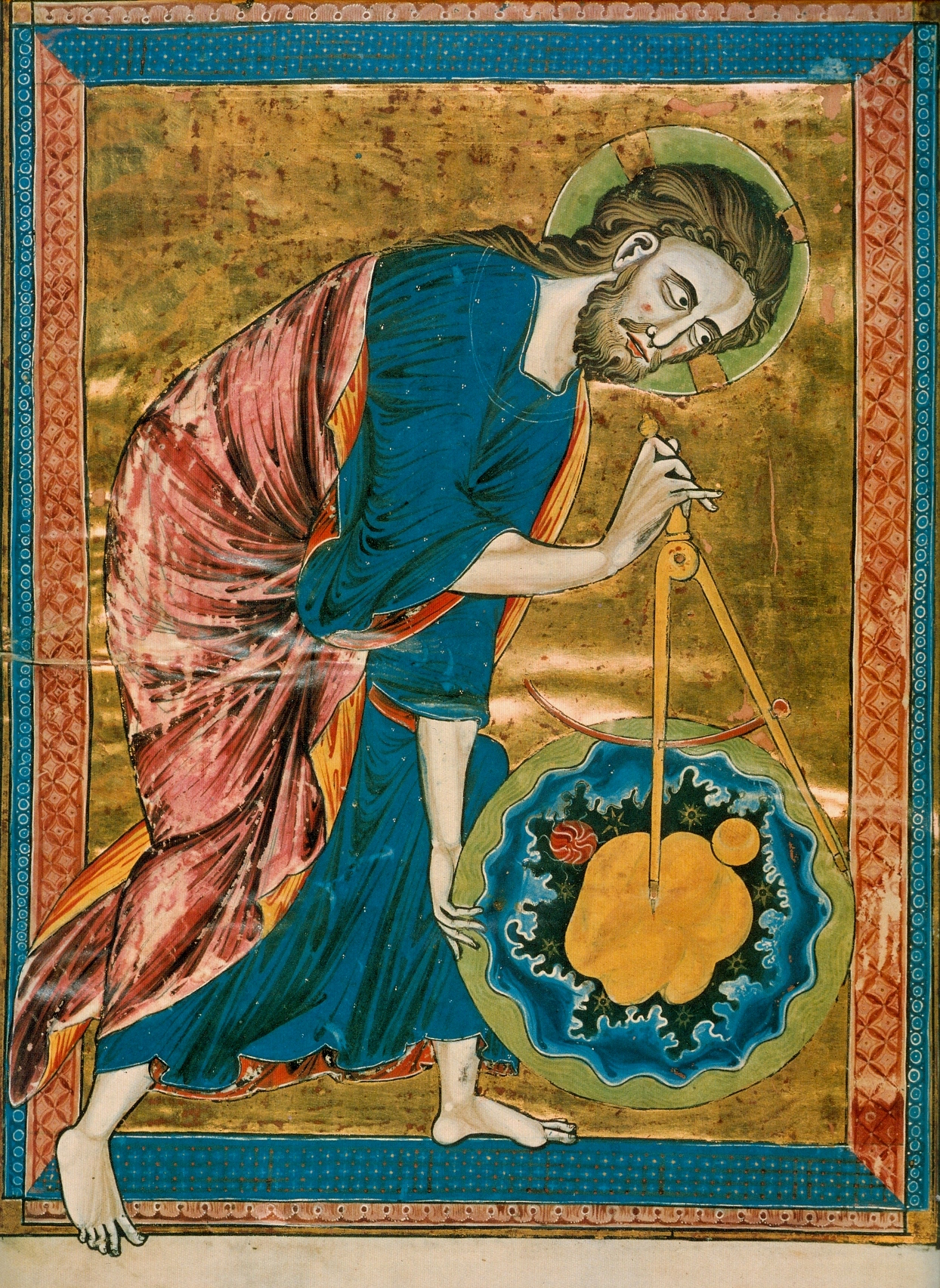
Бог-геометр. Фронтиспис «Bible moralisée[англ.]». Codex Vindobonensis 2554. ок. 1220
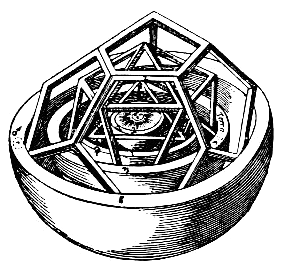
«Кубок Кеплера»: модель Солнечной системы из пяти правильных многоугольников. «Тайна мироздания», 1596
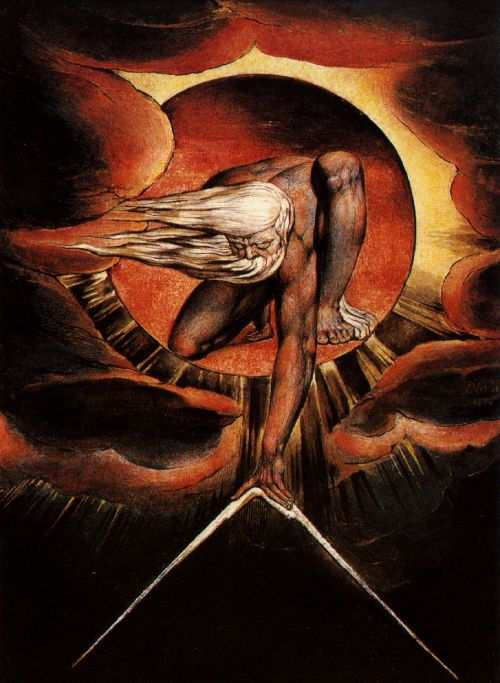
«Великий архитектор» (1794) Уильяма Блейка
«Гиперкубическое тело» (1954) Дали
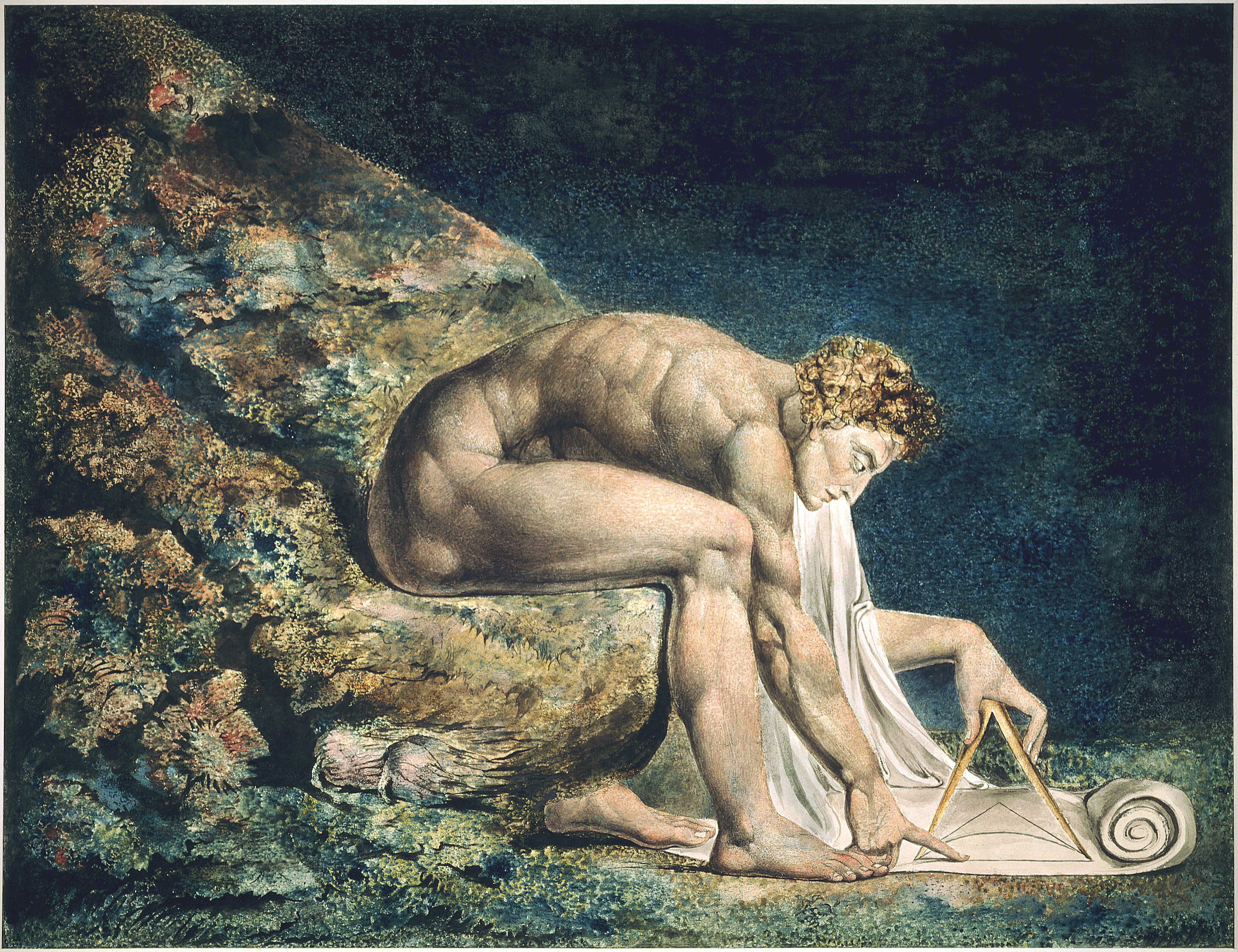
«Ньютон» (ок. 1800): великий учёный в роли сверхъестественного геометра. Уильям Блейк